# Affluent

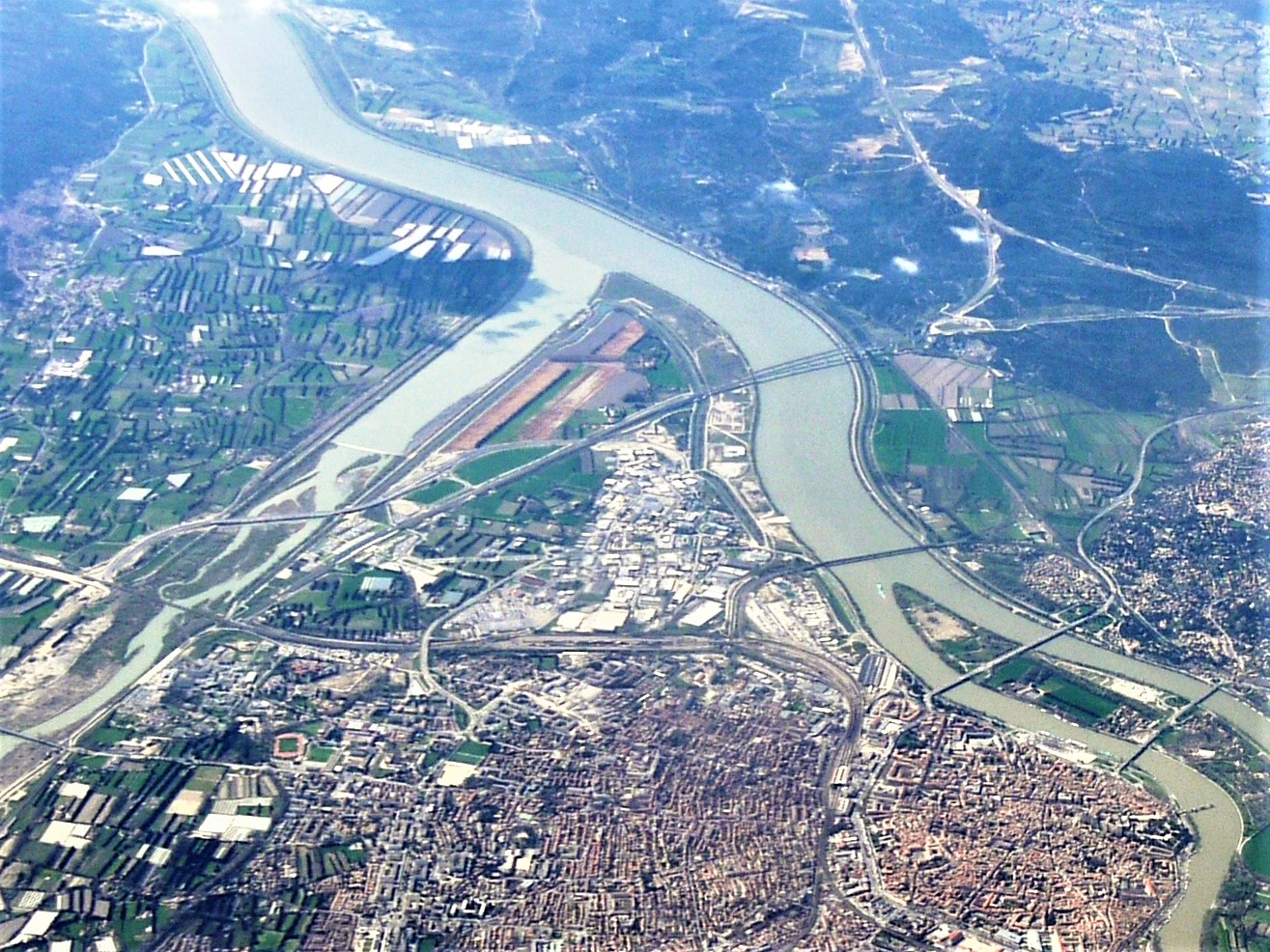
La Durance (à gauche) est un affluent de rive gauche du Rhône (à droite, coulant du bas vers le haut) à Avignon (en bas)

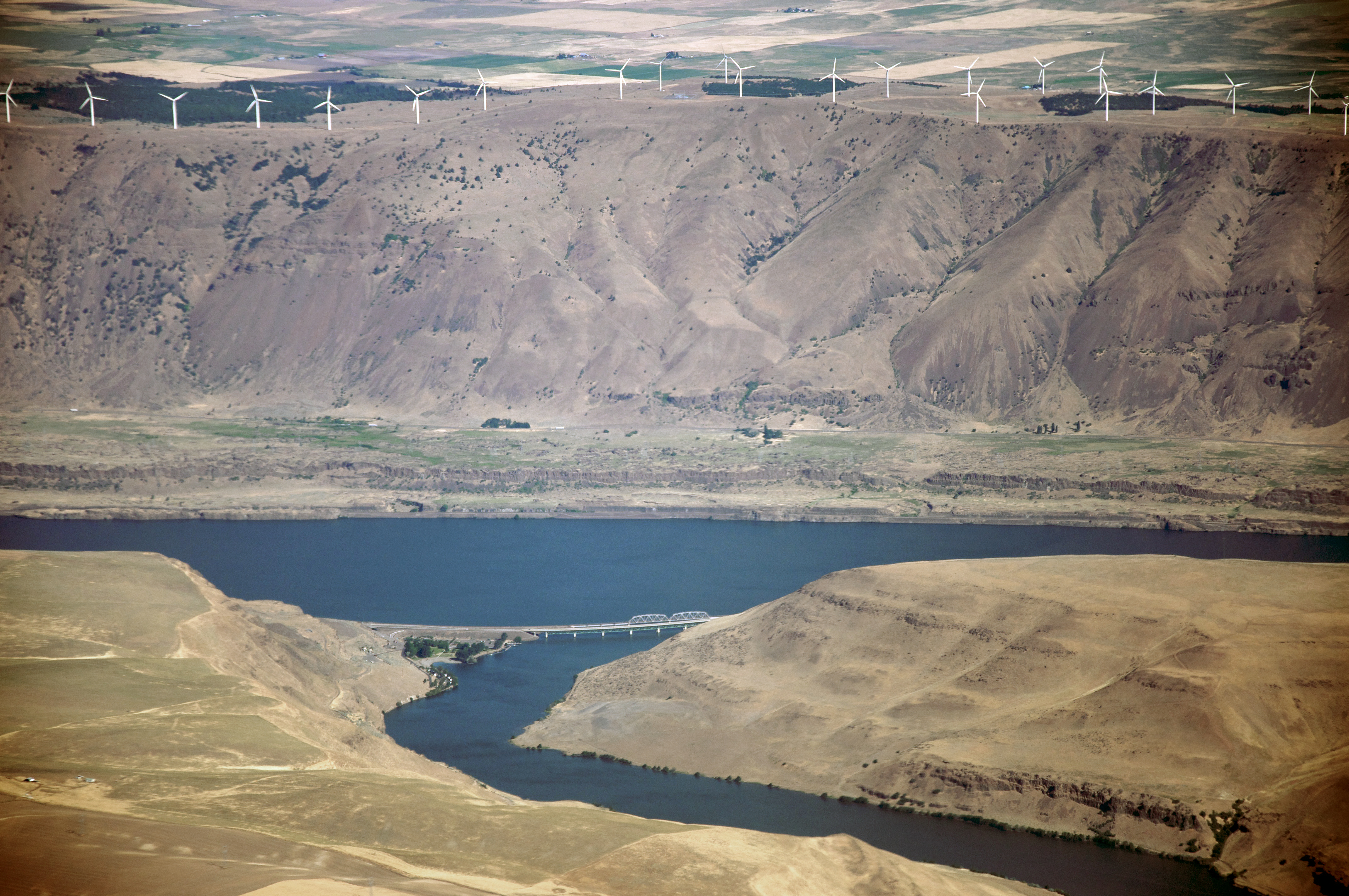
La rivière John Day est un affluent du fleuve Columbia.

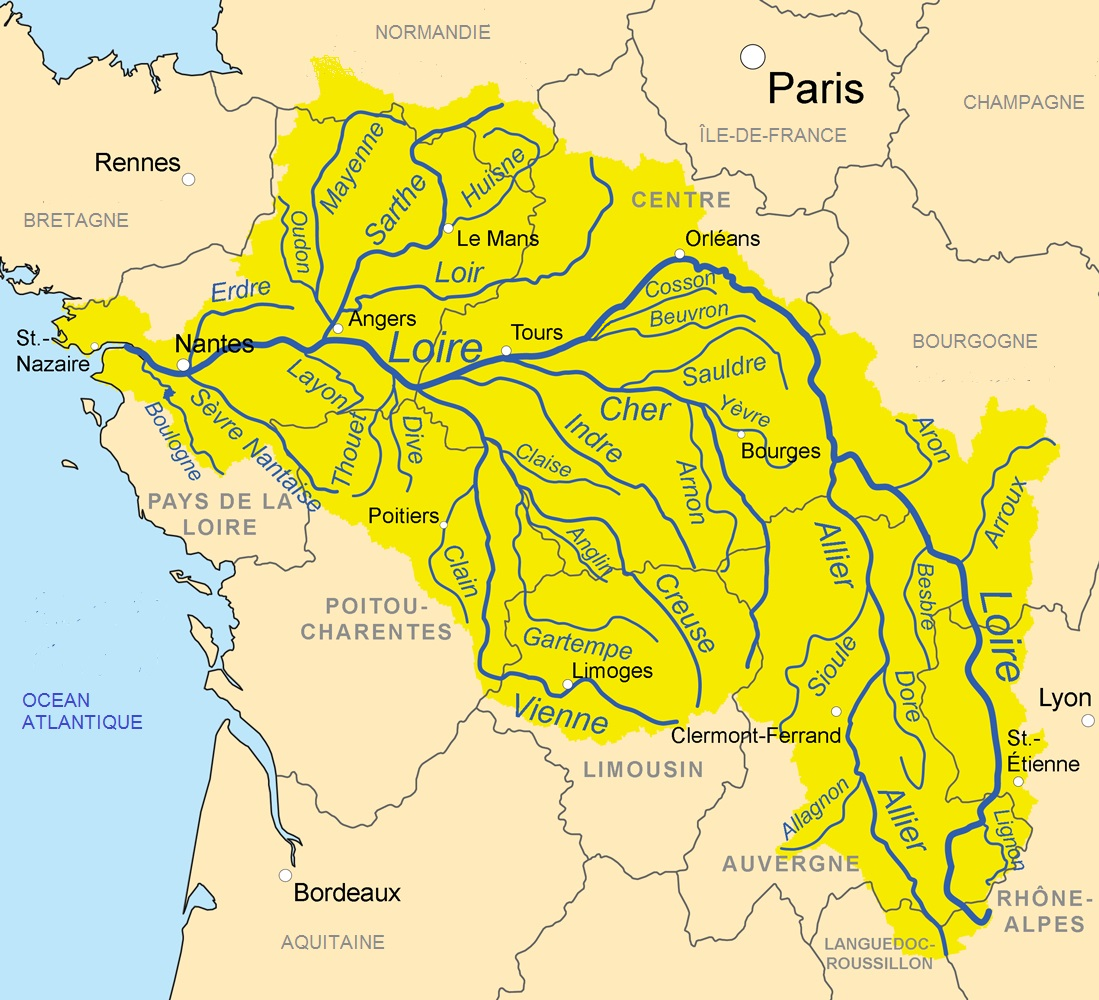
Carte classique (à titre de comparaison avec la carte interactive ci-dessus) du bassin versant et des affluents de la Loire, montrant bien l'aspect réticulaire de l'arborescence du système fluvial.

Un affluent ou tributaire est un cours d'eau qui se déverse dans un autre cours d'eau ou dans un lac,.
Le lieu où un cours d'eau reçoit un affluent s'appelle point de confluence ou confluent. Le plus souvent, l'affluent possède un débit plus faible que le cours d'eau qu'il rejoint.
Mais ce n'est pas toujours le cas : parfois le tributaire est plus puissant, même en débit annuel moyen, que le cours d'eau qui est historiquement et géographiquement considéré comme principal, ainsi que l'atteste le maintien de son hydronyme en aval du confluent.
Le cours d'eau principal qui reçoit l'affluence de son tributaire se nomme, par opposition avec ce terme, le distributaire du système fluvial. Le cours d'eau dans lequel se jette un affluent reçoit aussi le nom d'« effluent ». Au couple d'opposition « tributaire / distributaire » correspond à peu près le couple « affluent / effluent » [voir aussi notes 1 et 2].

## Typologie et généralités

### Ordonnancement et présentation des affluents

#### Position
Un affluent se caractérise d'abord selon la position relative où il se trouve par rapport au cours d'eau principal :
- suivant la rive et le sens de l'écoulement : « affluent de rive droite » ou « affluent de rive gauche » ; (rappel : la rive droite d'un cours d'eau est celle qui est à ma droite quand, tournant le dos à la source, je regarde dans le sens du courant vers l'aval et vers l'embouchure) ;
- suivant le versant et la différence d'altitude : on dit « affluent amont » (du côté le plus haut, soit pour les rivières qui affluent dans la partie du cours d'eau principal la plus proche de sa source) ou « affluent aval » (du côté le plus bas, plus près de son embouchure).

#### Hiérarchisation
Ensuite, il s'agit de déterminer le rang de chaque affluent dans l'arborescence du système hydrographique, et donc d'ordonner ce système en lui conférant une hiérarchisation topologique (ce système relève donc aussi d'une description mathématique).
Il existe différentes manières de décrire cet ordonnancement et de ranger cette arborescence.

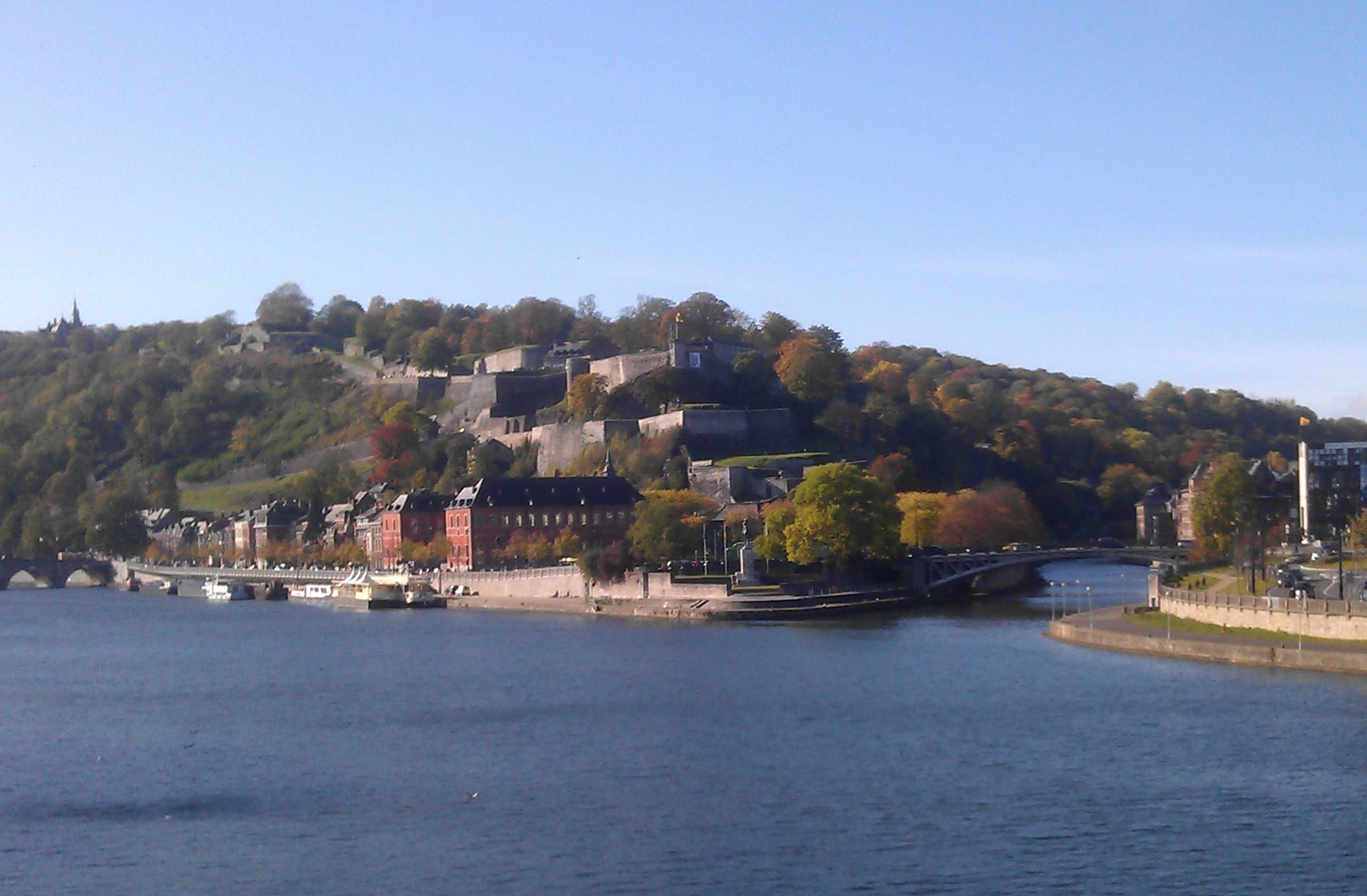
Confluent, à Namur, du fleuve Meuse (à gauche et au premier plan) et de son important affluent la Sambre (située à droite de la photo mais en rive gauche de la Meuse qui s'écoule vers la droite).

Ainsi, les affluents d'une rivière, ou d'un fleuve, sont souvent énumérés dans le sens du courant, à partir des cours d'eau les plus proches de la source jusqu'à ceux qui sont les plus proches de l'embouchure du cours d'eau principal. Cette organisation à partir de la source est dite de type "top-down" soit du haut vers le bas.
On peut aussi ordonner la présentation des affluents à partir de la bouche et en remontant vers la source, toujours en distinguant les affluents de rive droite et les affluents de rive gauche. Cette fois, c'est l'organisation dite de type "bottom-up" ou du bas vers le haut.

Diagramme montrant le système de classement des cours d'eau proposé en 1952 par Arthur Newell Strahler.

Le nombre de Strahler examine l'arrangement des affluents d'un cours d'eau. Il les hiérarchise selon un ordre premier, ou deuxième, ou troisième ou supérieur, l'affluent de premier ordre étant alors le niveau le moins élevé : le premier ordre regroupe en effet les cours d'eau sans affluent. Deux (au minimum) affluents de premier ordre se combinent pour former un affluent de deuxième ordre, et ainsi de suite. Leur arborescence est organisée et définie par le nombre de Strahler dans la théorie des graphes.
Par exemple, on dit que le « rang de Strahler » du Mississippi est de dix, soit dix embranchements de niveau croissant ce qui indique une dimension de complexité élevée pour le « système fluvial » du Mississippi dont le bassin versant est le troisième plus grand du monde après ceux de l'Amazone et du Congo. Selon les sources, le rang de Strahler du Rhône est de neuf, ou de dix aussi, ce qui signe encore un niveau de complexité élevé pour le système hydrologique du plus puissant fleuve de France. Le rang de Strahler du plus complexe réseau fluvial et du plus grand bassin versant du monde, celui de l'Amazone, est de douze.

### Sous-affluent

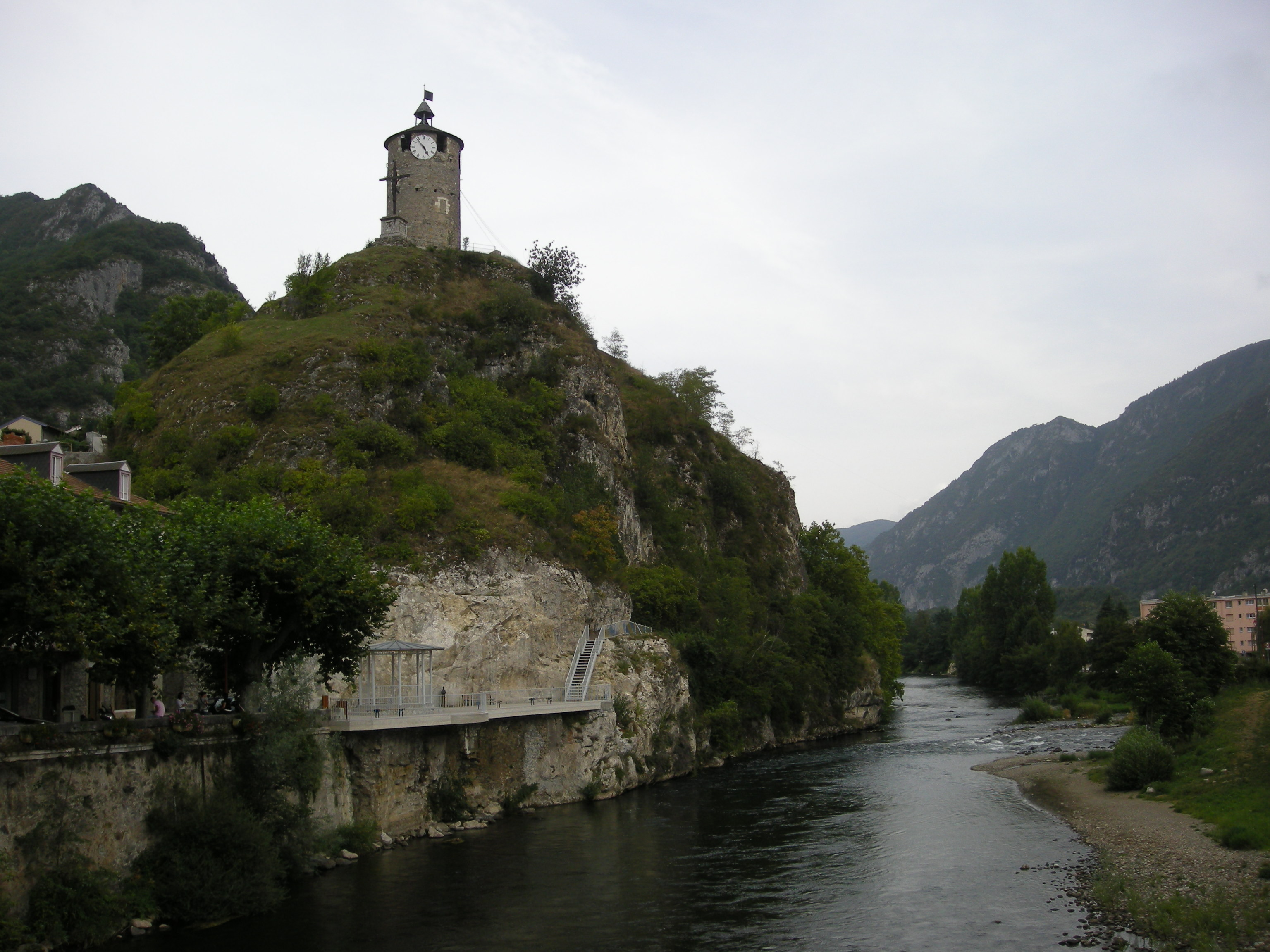
Confluent du Vicdessos (venant de la droite, en haut) se jetant dans l'Ariège (en face en haut, puis au premier plan) à Tarascon-sur-Ariège, ici en basses eaux au début de sa période d'étiage, le 10 septembre 2008. En tant que plus important affluent amont de l'Ariège, le Vicdessos est un sous-affluent important de la Garonne ; et il est déjà de niveau cinq en rang de Strahler. Surplombante, la tour ancienne du Castella, emblème de la ville.

L'affluent d'un affluent peut être qualifié de « sous-affluent » du cours d'eau principal (qu'il soit un fleuve, une rivière plus importante, ou un plan d'eau de référence). Encore faut-il, pour que l'affluent d'un affluent soit considéré comme un véritable sous-affluent du fleuve principal, que l'apport de ce sous-affluent au système fluvial concerné soit notable.
Par exemple la Meurthe et la Sarre sont des rivières importantes affluentes de la Moselle qui est elle-même un affluent du Rhin : elles peuvent donc être considérées comme des sous-affluents du Rhin. Pour ce qui est de la Vologne ou de l'Orne, qui sont aussi des affluents de la Moselle mais sont des rivières moins importantes, il est moins sûr qu'elles accèdent au rang de sous-affluent du Rhin.

Sous-affluents du Rhin :
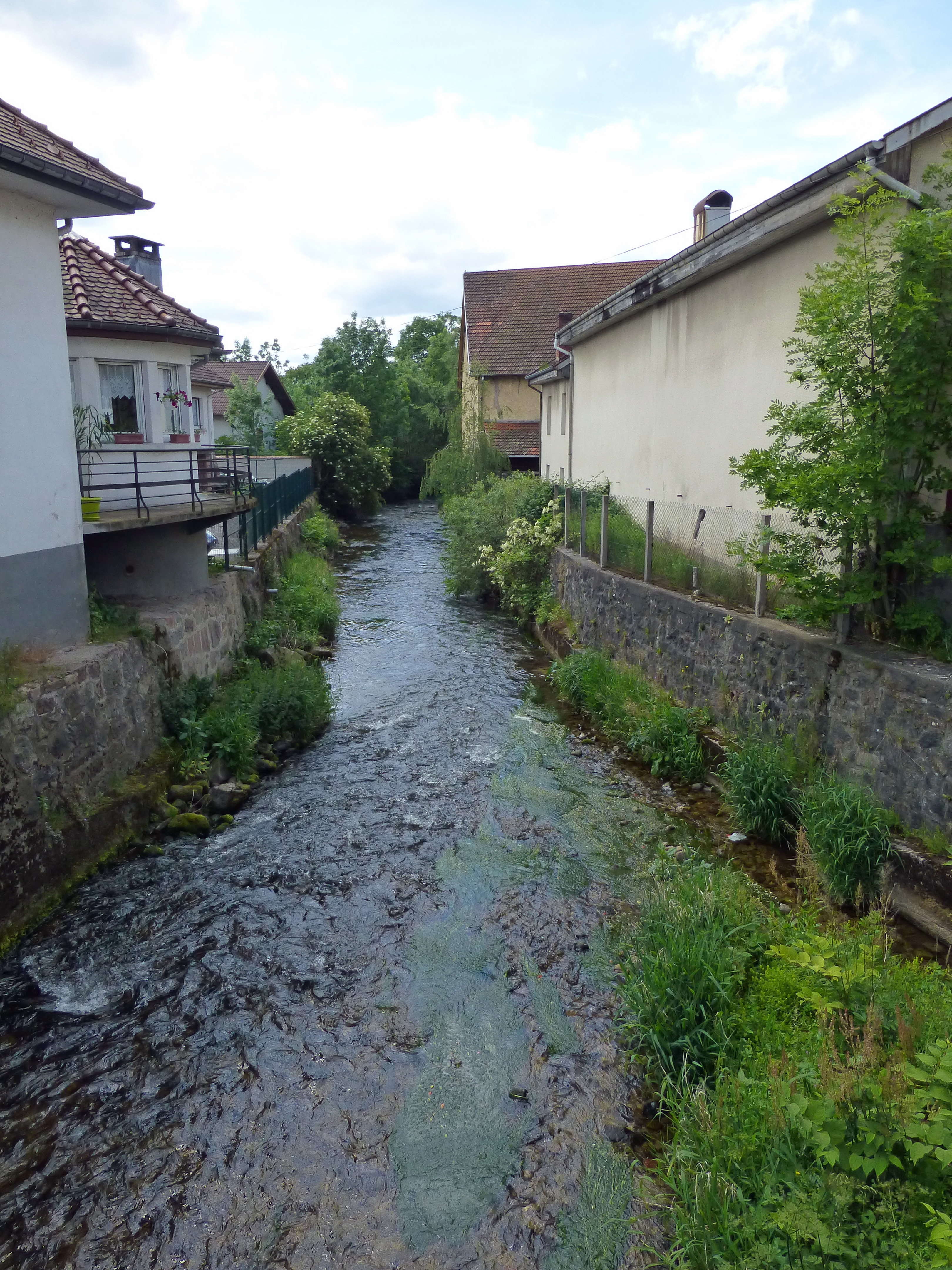
La Meurthe à Fraize (Vosges).
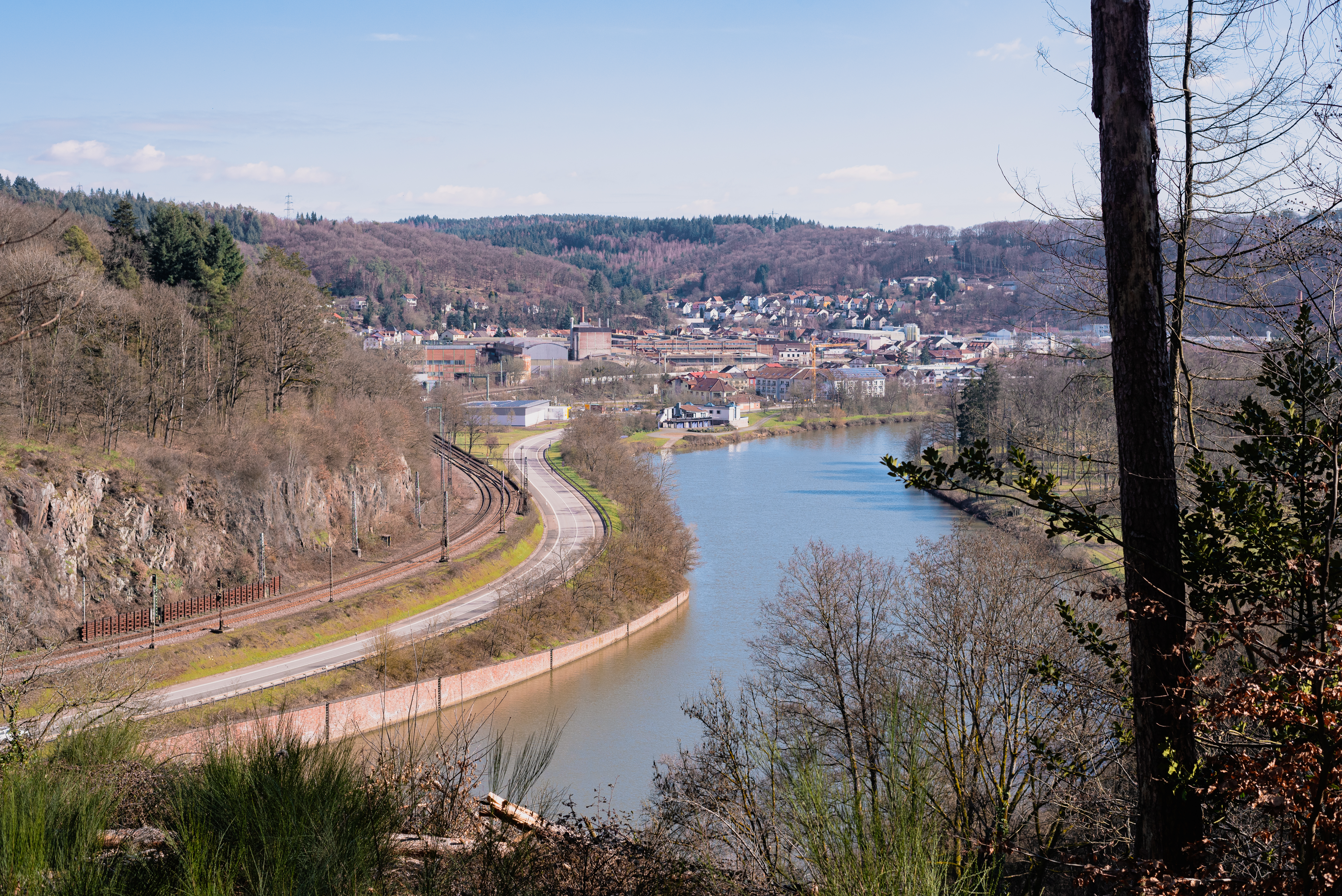
La Sarre, près de Mettlach (Land de Sarre, Allemagne).
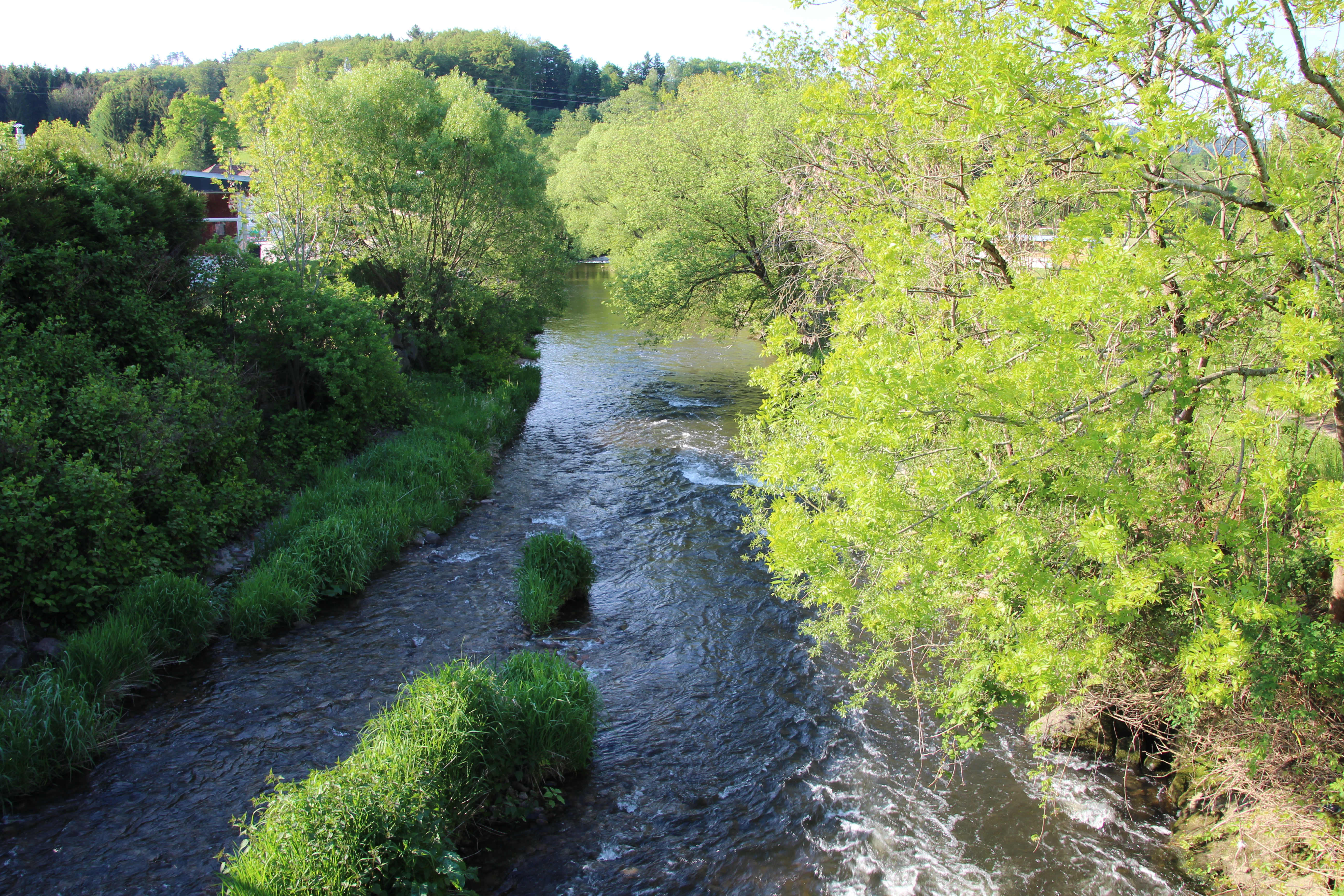
La Vologne à Lépanges-sur-Vologne (Vosges).

### Après la confluence
En aval d'une confluence, le lit de la rivière résultant de la conjonction des deux cours d'eau précédents est généralement plus étroit que la somme des largeurs des deux rivières en amont, alors que leurs débits respectifs s'additionnent exactement. Cette relative étroitesse est donc compensée par une plus grande profondeur du lit et une rapidité accrue du courant, pour "absorber" un débit plus puissant dans un espace légèrement restreint.
Bien sûr, les eaux des deux contributeurs (le tributaire-affluent et le distributaire-cours principal) deviendront bientôt indiscernables les unes des autres en aval du confluent, à une distance plus ou moins grande de ce dernier en fonction de la puissance respective des deux cours d'eau convergents et de la miscibilité de leurs eaux, de leur plus ou moins forte hétérogénéité au départ (différences de température, de densité, ou de taux d'acidité notamment). Un cas célèbre de mélange difficile des eaux de deux affluents, où les deux flux se côtoient longtemps sans fusionner, est celui du lieu-dit Encontro das Águas (« Rencontre des Eaux »), soit le confluent du Rio Negro et du Rio Solimões qui se rejoignent sans brassage pendant plusieurs dizaines de kilomètres, voire plus d'une centaine (cf. les photographies ci-dessous et une analyse de ce phénomène dans les articles concernés par ces trois hydronymes).

Le lent mariage progressif des eaux après le confluent :
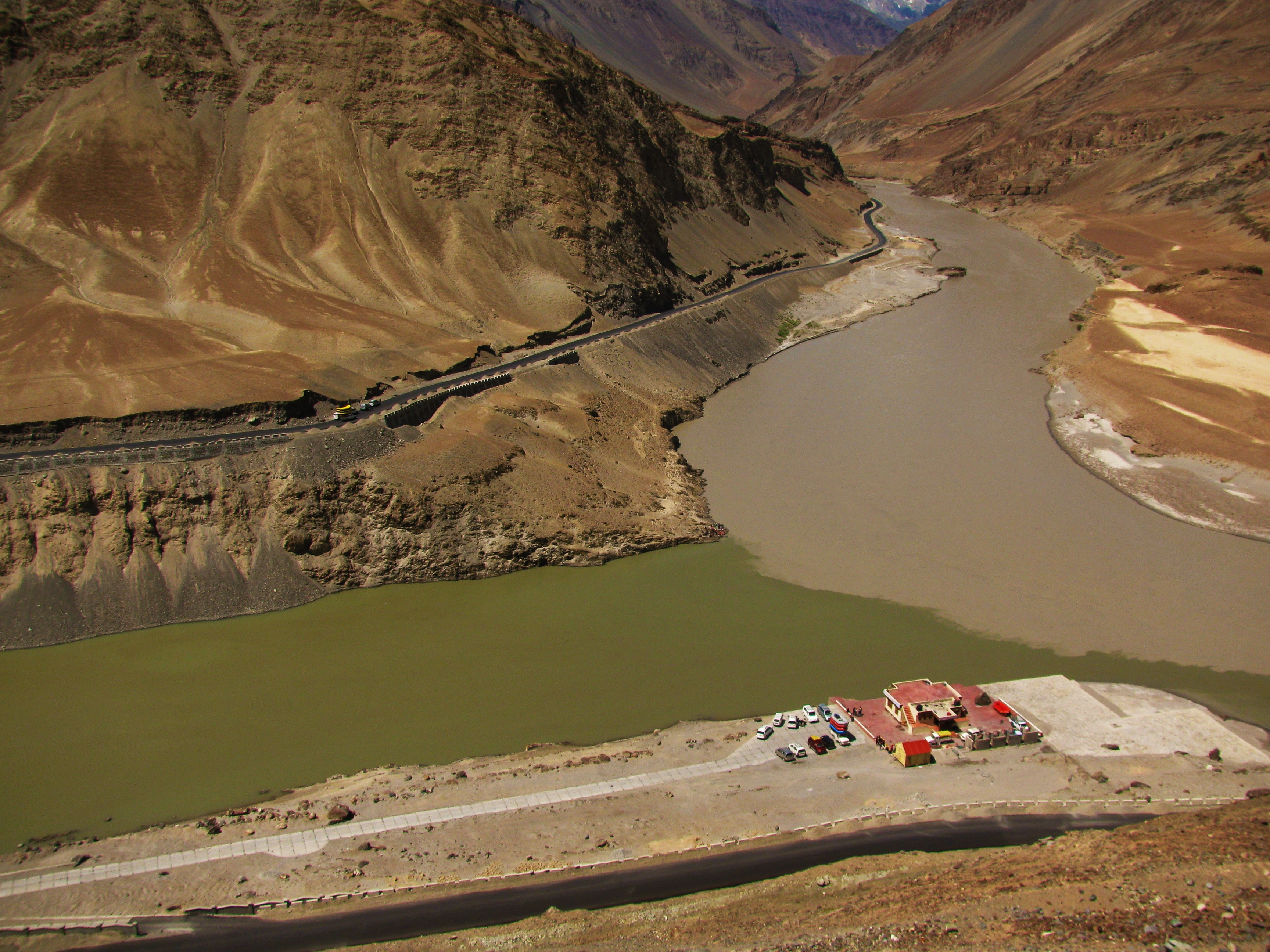
À ce confluent, la couleur des deux rivières est nettement différente et montre que leurs eaux ne se mélangent que plus loin en aval. [Voir aussi les images satellitaires ci-dessous].
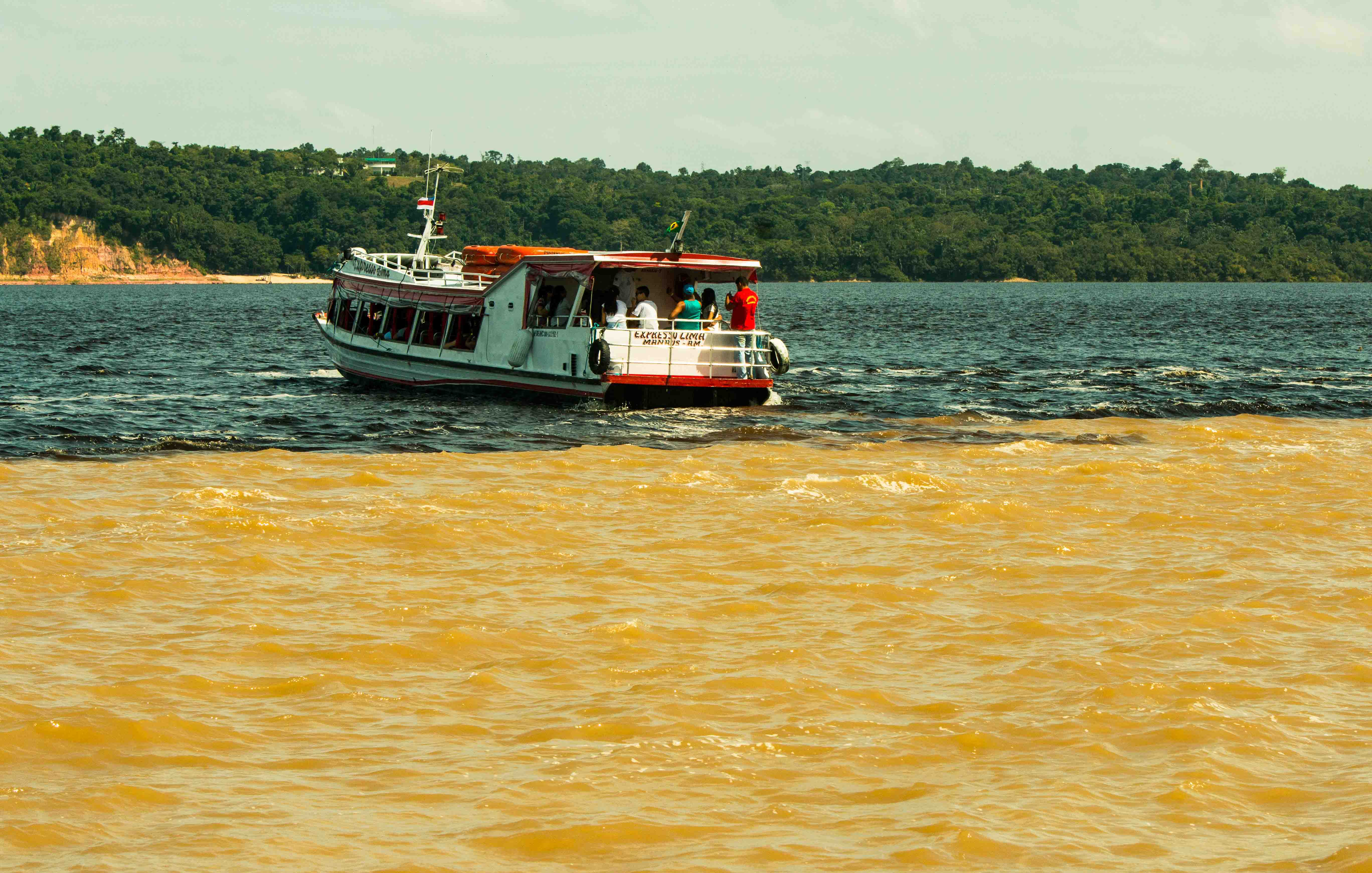
À Manaus (Brésil), après le confluent entre les rios Negro et Solimões, leurs eaux de couleurs très différentes (noire pour le premier, d'où son nom, et jaune pour le second) mettent longtemps à se mélanger (150 km !), et c'est une attraction touristique.

### Opposés d'affluent: émissaire, défluent, bifurcation

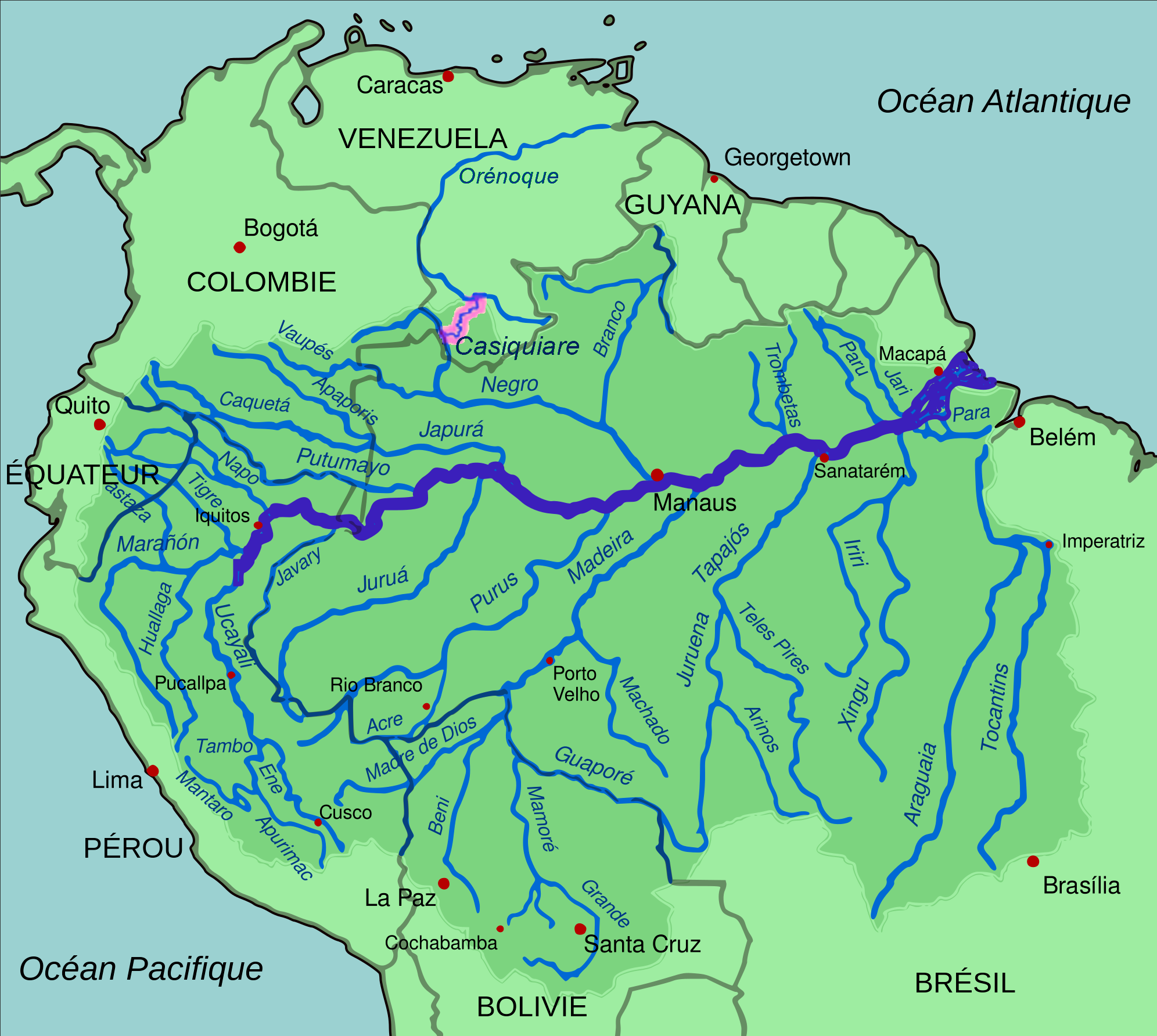
Localisation de la bifurcation du Casiquiare du bassin de l'Orénoque vers celui de l'Amazone.

L'opposé de l'affluent d'un plan d'eau est un émissaire. Par exemple, le Rhône est un émissaire du Léman vers l'aval (comme il en est un affluent en amont), puisqu'il en émane après l'avoir traversé. De même la Vologne est à la fois l'affluent et l'émissaire du lac de Longemer à 735 mètres d'altitude ; elle s'en écoule au nord-ouest par les trois pierres saint Florent.
L'opposé de l'affluent d'un cours d'eau est le défluent, qui est une séparation d'un cours d'eau en plusieurs cours d'eau qui ne se rejoindront plus. Par exemple, le delta du Rhône est formé de deux défluents principaux : le Petit-Rhône et le Grand-Rhône.
Un autre opposé de l'affluent d'un cours d'eau (plus rare) est la bifurcation ou diffluence complète d'une rivière qui se divise vers l'aval en deux branches : la masse d'eau qui est bifurquée donne deux ramifications en forme de fourche, selon l'étymologie latine du mot (bi-furca), lesquelles s'écoulent dans deux systèmes fluviaux différents.

Emissaire, défluent, bifurcation :
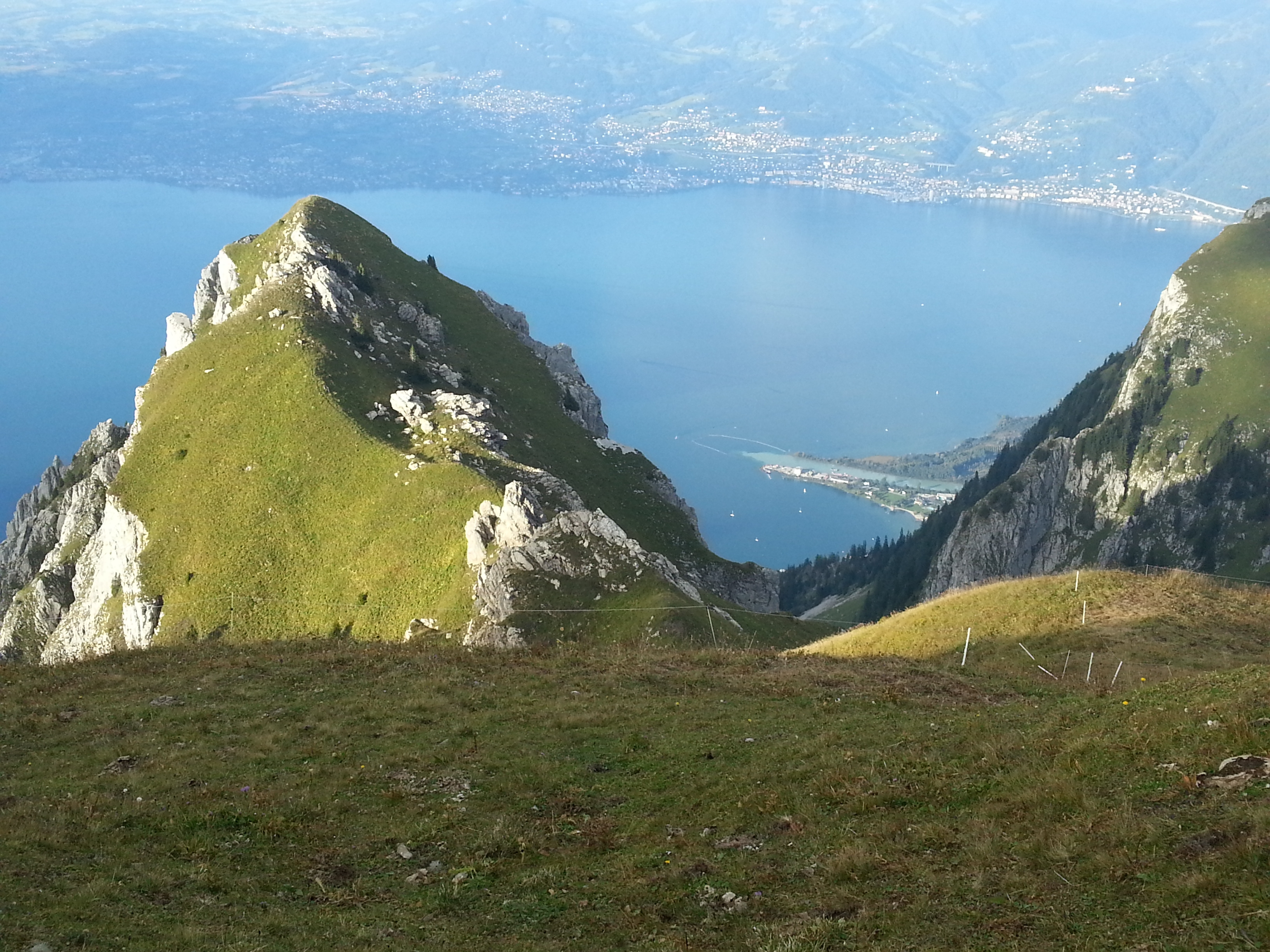
Affluence du Rhône dans le Léman vue depuis le Grammont (2 172 m).
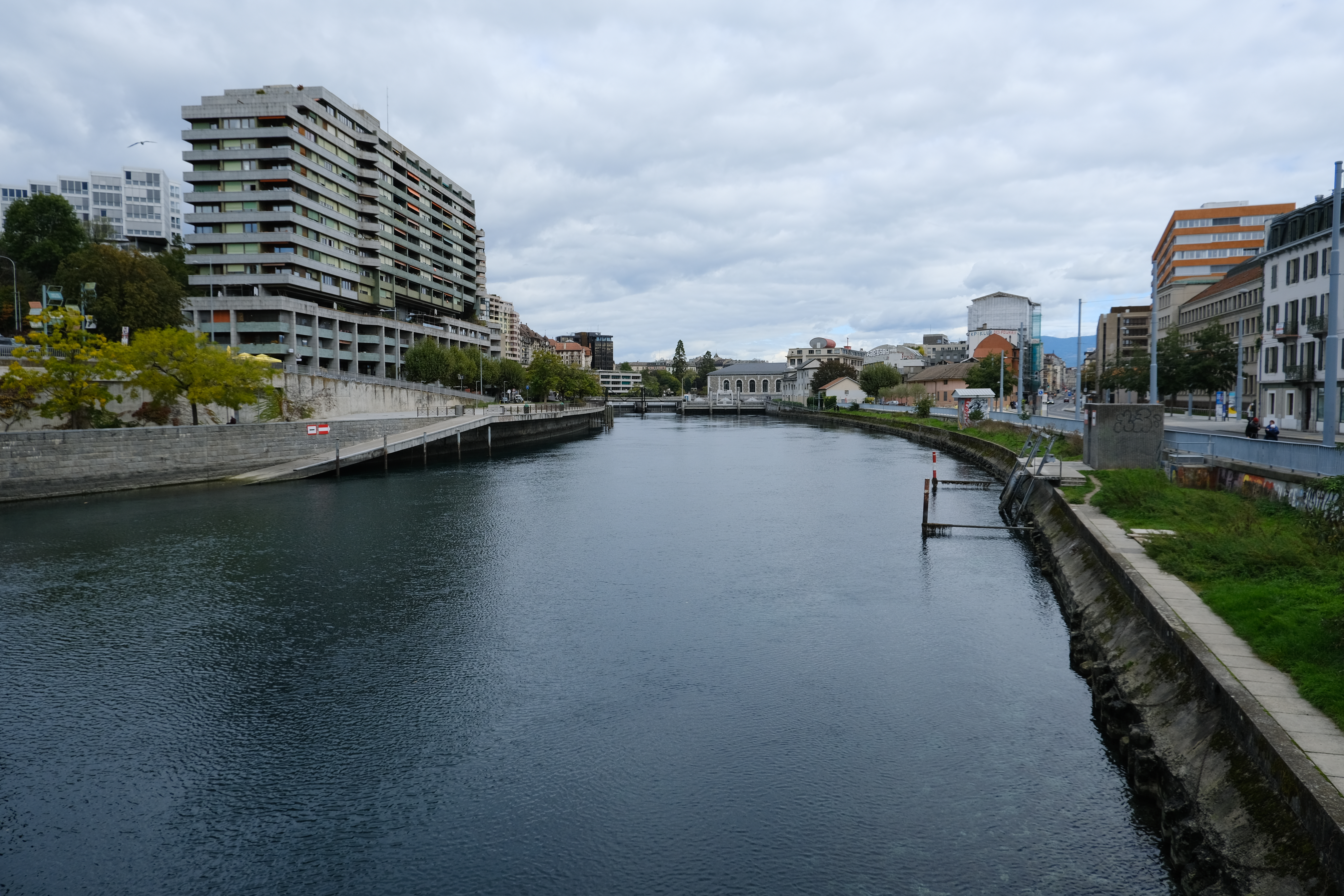
Le Rhône émissaire du Léman à Genève.
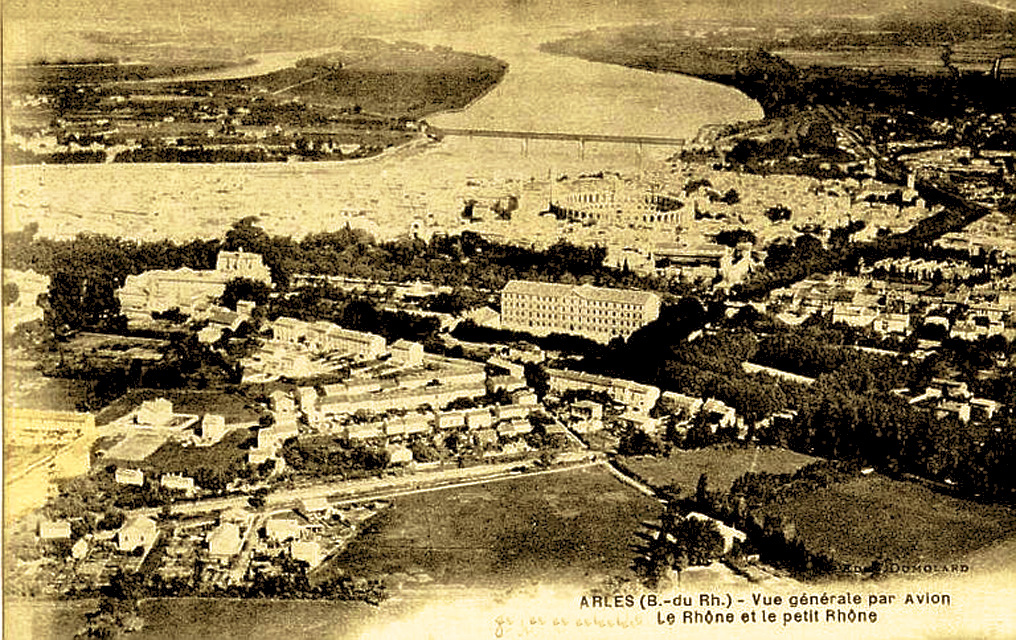
Défluence du Petit et du Grand-Rhône à Arles (phototypie de 1932).
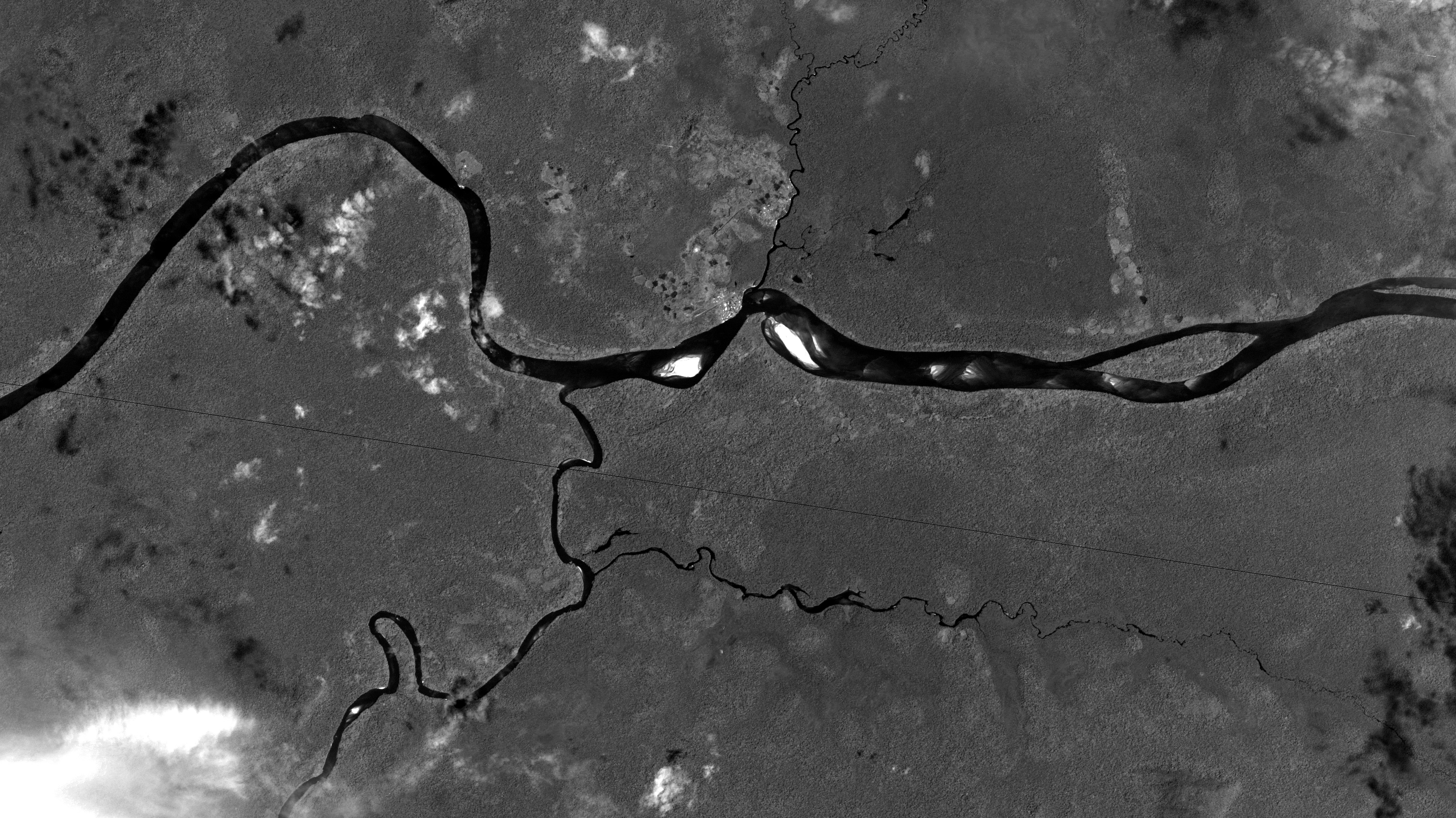
Le « Canal de Casiquiare » bifurque de l'Orénoque vers le sud et rejoint le système de l'Amazone.
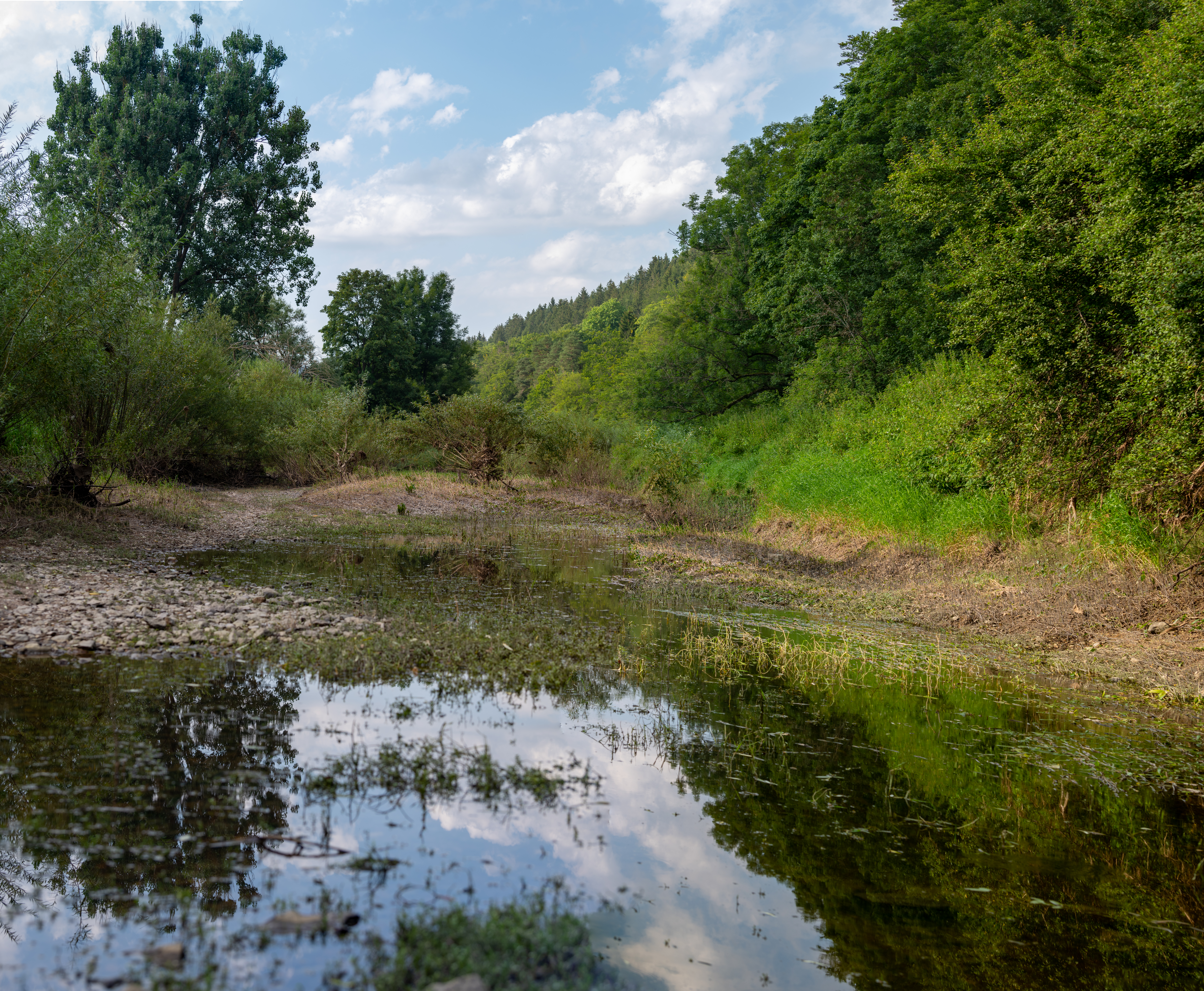
"Naufrage" du Danube à Immendingen.
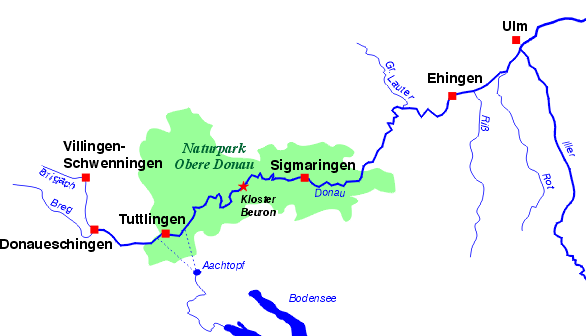
Localisation de la bifurcation souterraine, karstique, du Danube vers le Aachtopf.

## Critères de discrimination affluent/cours d'eau principal
Au point de confluence entre un fleuve et son affluent, les habitants de sa région et les géographes ont été historiquement confrontés à la question de déterminer lequel est le cours d'eau principal (en anglais : main stream) et lequel le cours d'eau tributaire, ne serait-ce que pour les nommer (soit en onomastique toponymique), et choisir lequel va conserver son hydronyme après le confluent. Or il se trouve que ces critères sont variés (même si certains d'entre eux sont le plus souvent choisis), et qu'ils ont été — dans l'histoire et de par le monde — fluctuants, ce qui est bien le cas de le dire.
En règle générale, lorsque deux rivières se rejoignent, est considérée comme tributaire celle qui est déterminée comme d'importance mineure d'abord en raison de son débit (plus faible), mais aussi de sa longueur (plus courte avant le confluent), et/ou de la surface de son bassin versant (plus petite). Le problème est que ces trois critères ne sont pas toujours convergents. Par exemple, à leur confluent, l'un des deux cours d'eau peut-être à la fois le plus long des deux, et avoir pourtant un débit nettement plus faible malgré un bassin versant plus grand (mais plus aride). De plus les différences d'étiages (en amplitude et en période) peuvent parfois brouiller la comparaison et le repérage du cours d'eau qui a le débit moyen le plus élevé. De même, au moment de les nommer, le cours complet et les longueurs respectives des deux cours confluant sont parfois mal connus. Enfin, parfois les deux cours d'eau sont de force, de constance et de longueur comparables et semblent "à égalité" à leur confluent. Dans tous ces cas, comment décider lequel est le fleuve et lequel l'affluent?
Alors, outre la longueur, le débit et la taille de la zone de drainage de chacun des deux cours d'eau, d'autres critères sont parfois utilisés pour définir le cours d’eau principal. Par exemple :
- la distance à la mer des deux sources ;
- ou les largeurs et profondeurs respectives au confluent (mais le plus large n'est pas souvent le plus profond ou le plus puissant, ce qui entraîne un conflit entre ces critères) ;
- ou bien l’angle d’impact (par exemple lorsque l'un des deux rencontre l'autre presque à angle droit, le cours relativement le plus rectiligne sera considéré comme le fleuve, et le plus sécant comme l'affluent) ;
- ou encore les altitudes respectives des sources des deux cours d'eau, lorsqu'elles sont connues, la plus haute définissant alors le cours principal, celui dont la déclivité générale moyenne est la plus forte, (mais pas forcément au point de confluence).

Parfois un seul de ces critères l'emporte sur tous les autres. Parfois c'est un cumul de plusieurs critères qui emporte la décision, et de nombreux cas de figures opposés existent à la surface du globe. Mais le critère le plus communément utilisé reste le premier : celui de la plus grande longueur avant la confluence (sauf en cas de différence de débit importante et très évidente en faveur du moins long des deux cours d'eau).
D'ailleurs d'autres sources indiquent au contraire que le critère le plus discriminant et le plus fréquent est celui du débit avant celui de la longueur. Quoi qu'il en soit de ces règles générales et de la fréquence respective de leur observance ou de leurs exceptions, ce dernier critère du débit le plus fort est loin d'être toujours appliqué : ainsi par son débit nettement supérieur à celui de la Seine à Montereau, c'est l'Yonne et non la Seine qui devrait apparaître comme le véritable cours d'eau principal du bassin parisien !

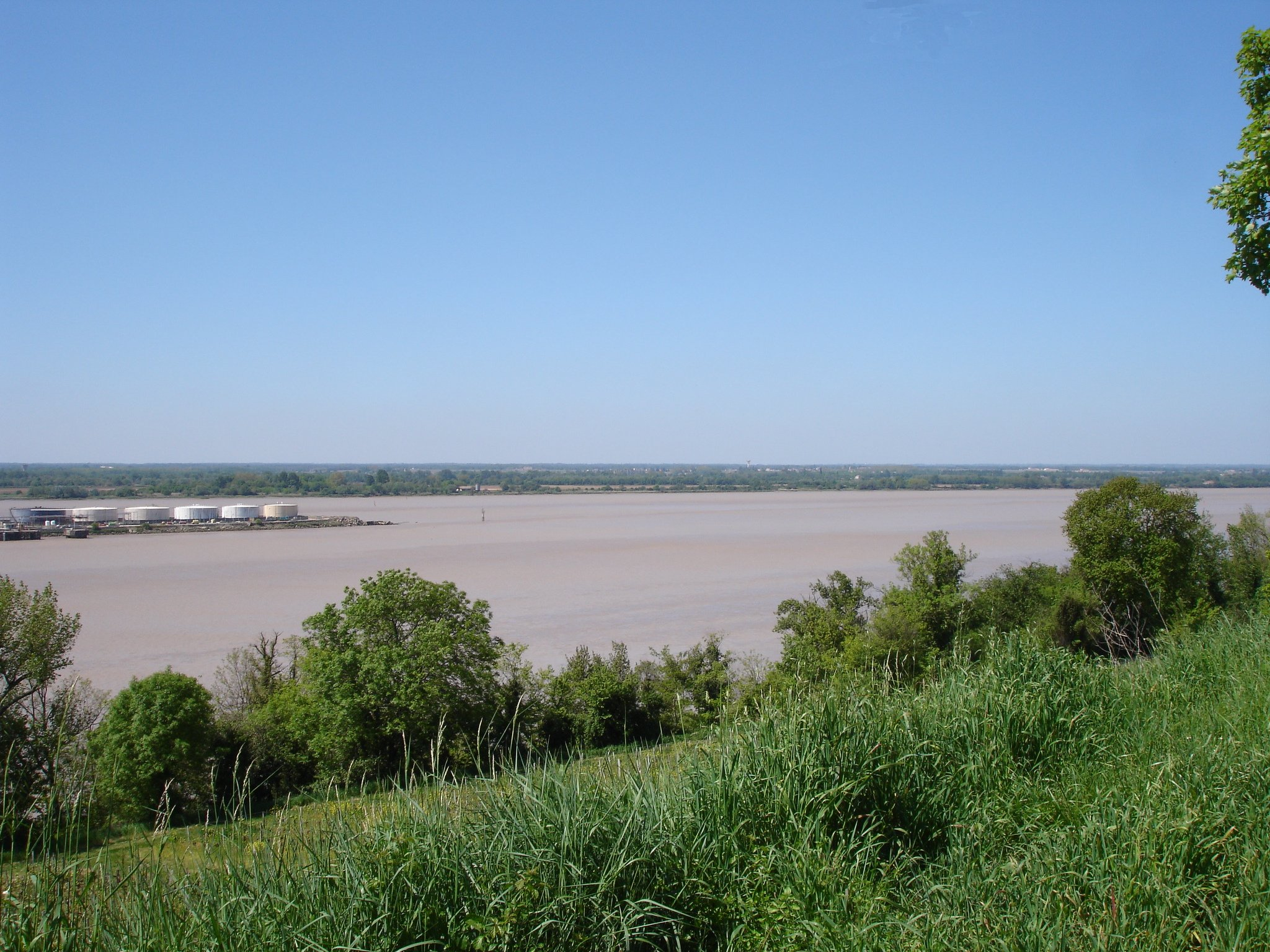
Le bec d'Ambès, où la Garonne (en arrière plan, derrière les réservoirs) et la Dordogne (en premier plan à gauche) se rejoignent pour former la Gironde (à droite).

Le concept de discrimination à l’œuvre dans le couple d'opposition cours principal/cours tributaire, qui impose un choix et relève d'une sorte de vision de sujétion de l'un à l'autre, n'est pas toujours appliqué, et la confluence de deux cours d'eau, surtout lorsqu'ils sont très comparables, donne alors "naissance" à un "troisième" cours d'eau et à un troisième toponyme. C'est le cas par exemple en France de la Garonne et de la Dordogne qui deviennent la Gironde après leur jonction au bec d'Ambès.
Pour autant, Garonne et Dordogne sont toutes deux considérées comme fleuve et donc tributaires de l'Océan Atlantique au Golfe de Gascogne, car la Gironde est seulement considérée comme leur grand estuaire commun malgré sa longueur relative. On a donc là une confluence (assez rare) de deux fleuves parce qu'ils partagent le même estuaire. C'est aussi par exemple le cas de l'Amazone et du Rio Tocantins et de leur complexe embouchure commune, ou encore des deux fleuves Tigre et Euphrate qui confluent dans leur delta commun pour former le Chatt-el-Arab. Ce que font aussi les trois fleuves du Rhin, de la Meuse et dans une moindre mesure de l'Escaut dans leur delta commun complexe et aménagé par l'homme. Cette confluence de plusieurs fleuves indique au passage que les notions d'"affluent" et de "rivière", quoique souvent rapprochées parce que la grande majorité des affluents sont effectivement des rivières, ne sont pas exactement superposables.

## Fleuves et affluents d'exception(s)

### La géante Amazone
C'est aussi le cas de la "géante" Amazone, le plus puissant fleuve du monde, qui change plusieurs fois de nom au long de son cours principal. En effet, les río Marañón et río Ucayali (au Pérou), qui se rejoignent pour former l'Amazone (péruvienne), perdent tous les deux leur nom après leur confluent, comme les rio Solimões et rio Negro, toujours au profit de l'Amazone (brésilienne cette fois), après leur spectaculaire jonction peu après Manaus (Brésil) au lieu-dit Encontro das Águas, (la « Rencontre des Eaux » en français). Nonobstant ce changement complet de nom après le confluent (moins habituel que le maintien d'un des deux hydronymes), on a décidé d'établir la continuité du grand fleuve amazonien à ces deux importants points de confluence en choisissant à chaque fois quelle est sa branche mère : comme on le verra pour le Mississippi, pour l'Amazone aussi le critère déterminant le choix est inversé d'un confluent à l'autre. En effet, dans la confluence entre les ríos Marañón et Ucayali, c'est ce dernier qui est le plus souvent considéré comme la branche mère car, bien que moins puissant, il est nettement plus long que le Marañón (2 670 km contre 1 570 km). D'autres auteurs, du fait de son débit moyen plus élevé considèrent plutôt que la branche mère est représentée par le Marañón, d'autres enfin estiment que l'Amazone a deux sources (un peu comme le Nil avec ses deux "affluents" qui portent déjà son nom : le Nil Blanc et le Nil Bleu).
En revanche, vers l'aval, au confluent entre les rios Negro et Solimões, c'est ce dernier qui est considéré comme le tronc principal du système fluvial de l'Amazone. Car, bien que la largeur des deux rivières au point de confluence soit comparable (presque 3 km chacun !), et bien que le Rio Negro soit le plus long (2 250 km contre 1 630 km), c'est le Solimões qui, étant plus profond et plus rapide que le rio Negro, a un débit moyen trois fois supérieur à celui du Rio Negro (103 000 m3/s contre 29 300 m3/s), et c'est lui qui est considéré comme le cours principal dans la continuité de l'Amazone, même s'il n'en porte pas le nom, et le Rio Negro est considéré comme l'affluent. Donc, pour le premier confluent c'est la longueur du cours d'eau qui est le critère décisif, et pour le deuxième, c'est le débit.

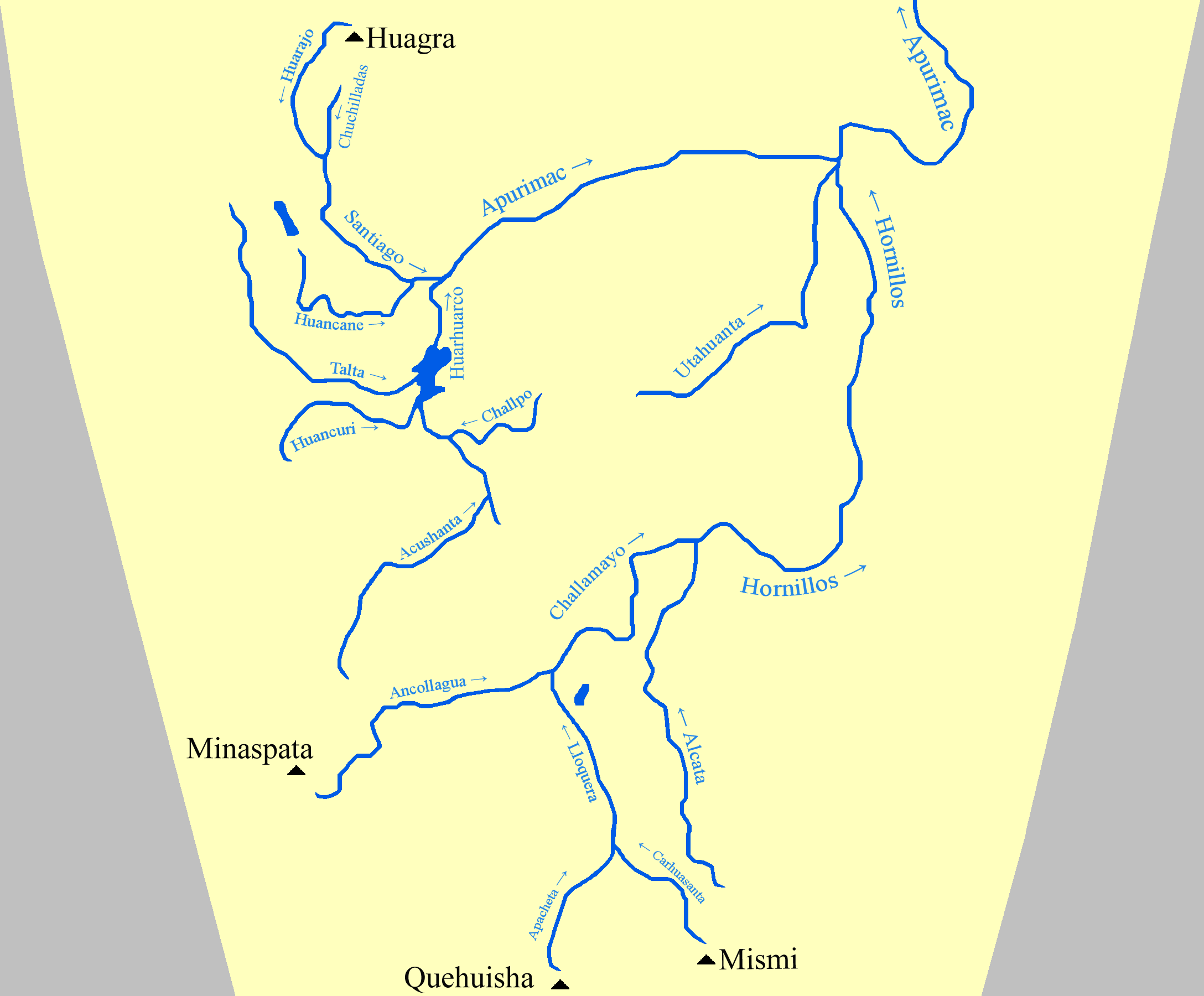
Les multiples affluents et sources du système fluvial du haut Apurímac, dont l'une au Nevado Mismi est considérée comme la source la plus lointaine de l'Amazone.

C'est ainsi que le cours d'eau principal de l'Amazone (difficile à établir pour le système fluvial le plus complexe du monde), au lieu de porter le même nom d'Amazone (ou Amazonas) sur tout son parcours, change plusieurs fois de nom au long de son cours de ses sources à son embouchure, s'appelant successivement río ou rio : Apacheta (ou bien Carhuasanta) ⇒ Lloquera ⇒ Challamayo ⇒ Hornillos (parfois appelé Monigote) ⇒ Apurímac ⇒ Ene ⇒ Tambo ⇒ Ucayali ⇒ Amazonas péruvien ⇒ Solimões ⇒ Amazonas brésilien ; il va donc jusqu'à porter deux fois son nom (Amazonas), mais par intermittence !
La raison de cette succession d'hydronymes, et de cette interruption de son hydronyme principal qui voit s'intercaler le nom de « Solimões » entre l'Amazone péruvienne et l'Amazone brésilienne, est probablement historique : en effet le cours complet de l'Amazone est longtemps resté obscur (d'ailleurs ses sources, sa branche mère et la taille de son embouchure partagée avec le Rio Tocantins, sont encore controversées).
Et lorsque les premiers colons européens sont arrivés dans la zone du fleuve qui se situe au Brésil peu après la frontière du Pérou, les populations locales donnaient déjà un nom à la partie du fleuve qu'elles connaissaient, nom qui changeait donc tout au long de son cours.

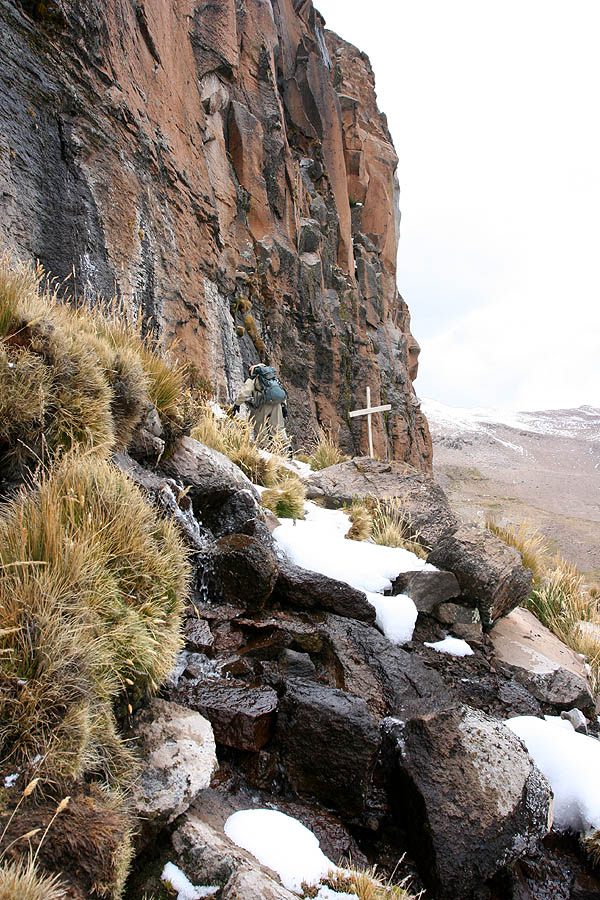
La source la plus reconnue de l'Amazone, marquée d'une croix, à 5170 m au flanc du mont Nevado Mismi dans les Andes du Sud-Pérou (région d'Arequipa).

Ainsi dans cette zone, les autochtones l'appelaient « Solimões » qui est un nom d'origine indigène (voir la section « Hydronyme » de l'article consacré à l'Amazone). Ce nom lui est resté pour la plupart des riverains et notamment pour l'ensemble des Brésiliens. Mais pour les Péruviens, les Colombiens et certains Brésiliens, les deux tronçons de l'Amazone concernés par cette zone portent des noms différents : la partie amont du cours amazonien qui va du confluent Marañon/Ucayali jusqu'à Tabatinga se nomme soit encore « Marañon » (qui maintient alors son hydronyme après le confluent), soit déjà « Solimões », soit déjà « Amazonas ». Le tronçon brésilien qui le suit en aval, et va de Tabatinga jusqu'au confluent Rio Negro/Solimões près de Manaus, se nomme soit « Solimões », soit déjà « Amazonas ». Mais ce n'est qu'à partir de ce dernier confluent que l'hydronyme « Amazonas » est validé par tout le monde. Pour tous les autres pays du monde, en général, le fleuve porte le nom d'Amazone depuis le confluent Marañon/Ucayali jusqu'à son embouchure dans l'Atlantique (sur cette question des hydronymes variables de l'Amazone, voir notamment l'article consacré au Rio Solimões).
Toujours est-il que depuis sa modeste source dans les hauteurs andines, qui sourd d'une fissure à 5 170 m dans une falaise de la face nord du Nevado Mismi (5 597 m dans la région d'Arequipa au sud du Pérou), jusqu'à sa spectaculaire embouchure atlantique (un delta complexe, redoublé par l'écoulement hypothétique de l'aquifère (souterrain donc) de l'Hamza à 4 000 m de profondeur), et quels que soient les multiples noms que l'on donne à sa branche maîtresse, ce fleuve géant parcourt pas moins de 6 992 km pour sa branche la plus longue définie par le cours Amazone - Solimões - Ucayali - Apurímac, et même 7 025 km, au maximum si l'on y inclut le bras nommé rio Pará situé au sud de l'île de Marajó dans l'embouchure que l'Amazone partage avec le rio Tocantins. Par comparaison, le Nil ferait au maximum 6 895 km dans sa branche Nil - Nil Blanc - Kagera, le Yangzi Jiang 6 380 km, et le complexe Mississippi - Missouri - Jefferson 6 275 km (voir l'article détaillé "Liste des plus longs cours d'eau"). Mais toutes ces longueurs sont sujettes à controverses car les modes de calcul sont divers et complexes (voir à ce sujet la "note 1" des articles consacrés à l'Amazone et au Nil).
Toujours est-il que le bassin versant de l'Amazone est presque le double du deuxième plus grand bassin du monde (celui du Congo), ce fleuve hors norme draine les eaux de 40% de son continent et de la plus grande forêt tropicale humide primaire du monde, d'importance cruciale (et si fragile malgré son immensité) ; enfin il lui donne son nom : Amazonie.

La « Rencontre des Eaux » où le Rio Negro et le Rio Solimões se joignent pour donner naissance à l'Amazone :
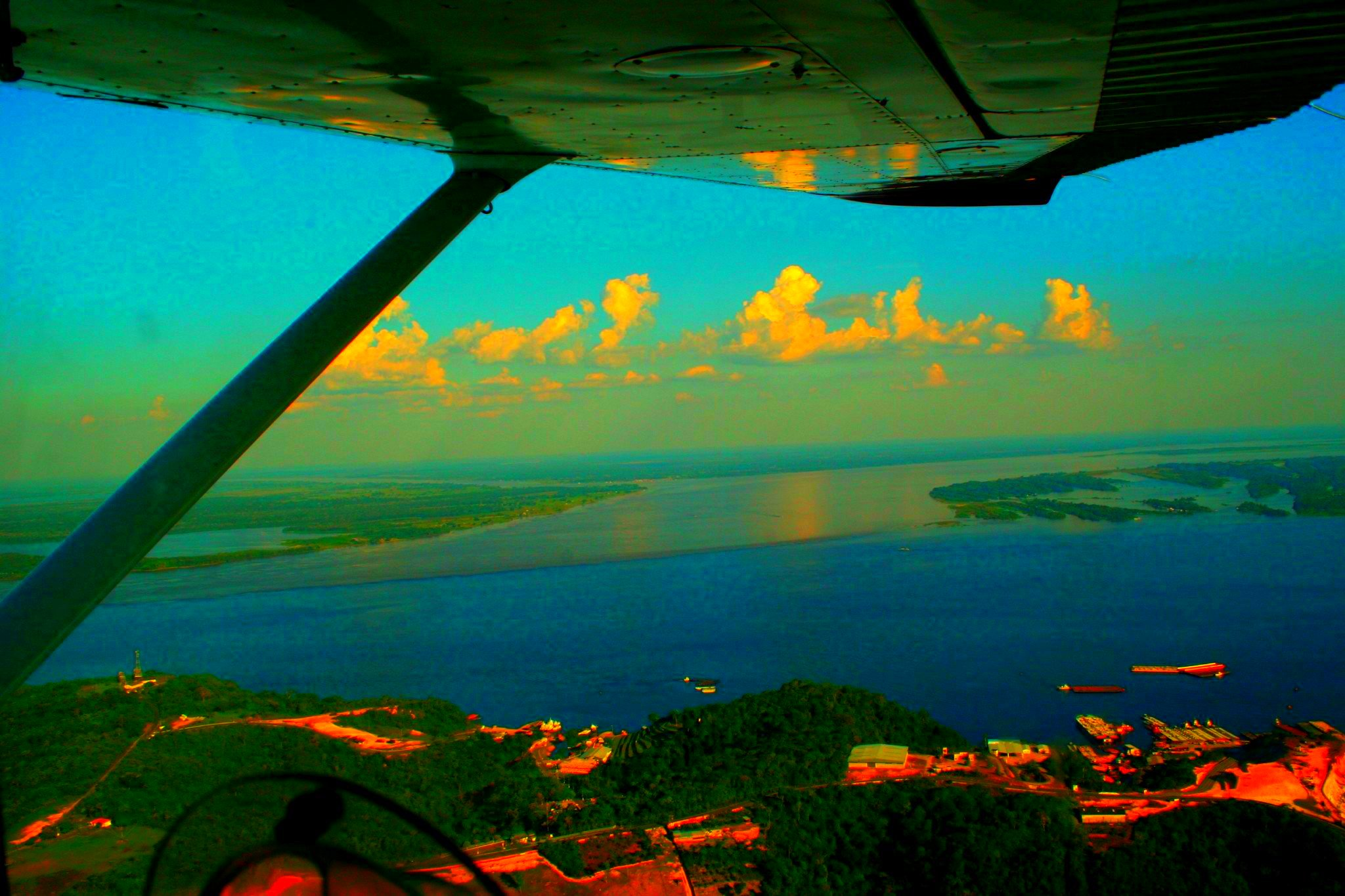
Encontro das Águas, le confluent vu d'avion à 8 km en aval de Manaus le 24 juillet 2005.
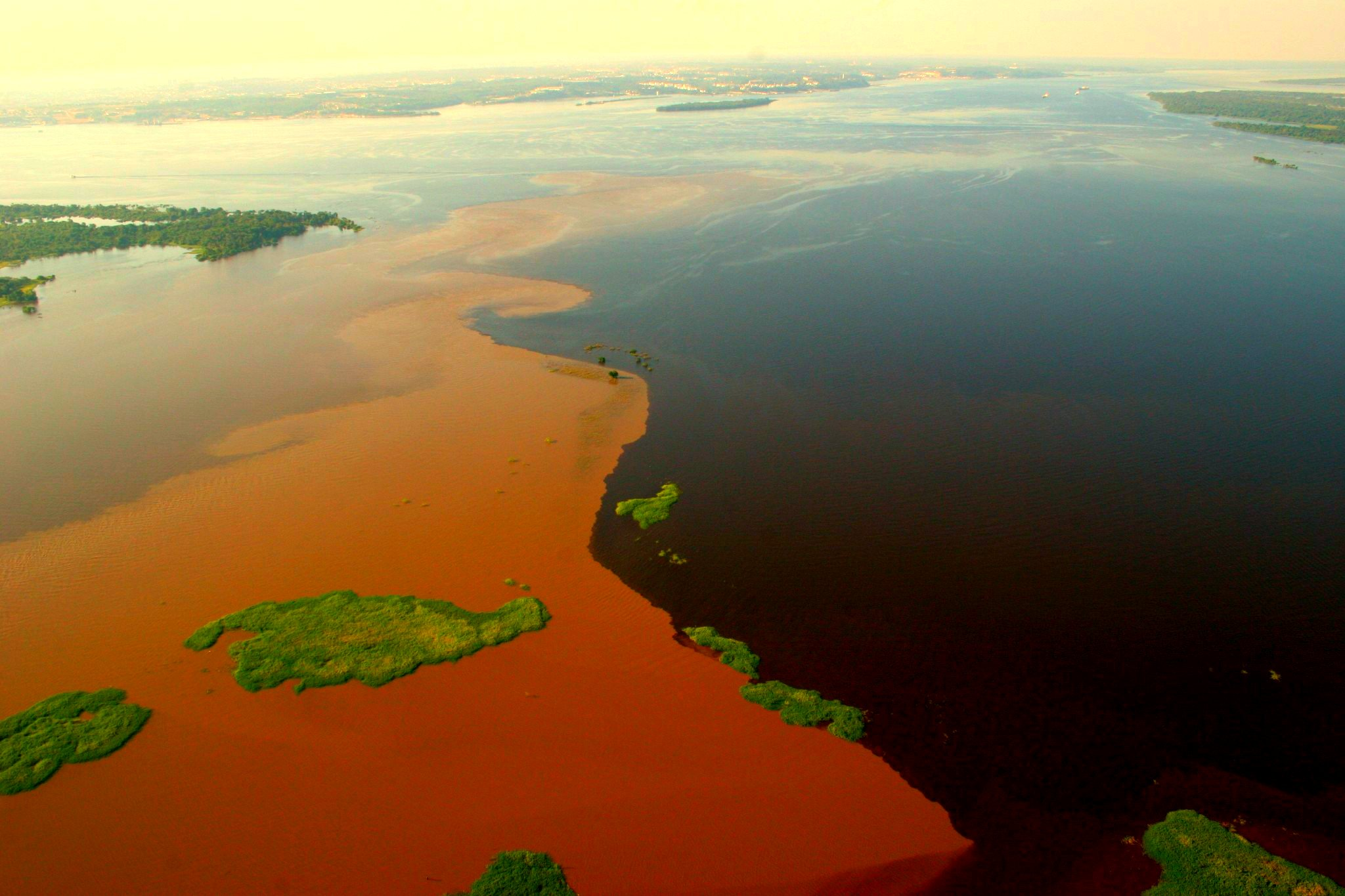
Panorama du confluent, le même jour.
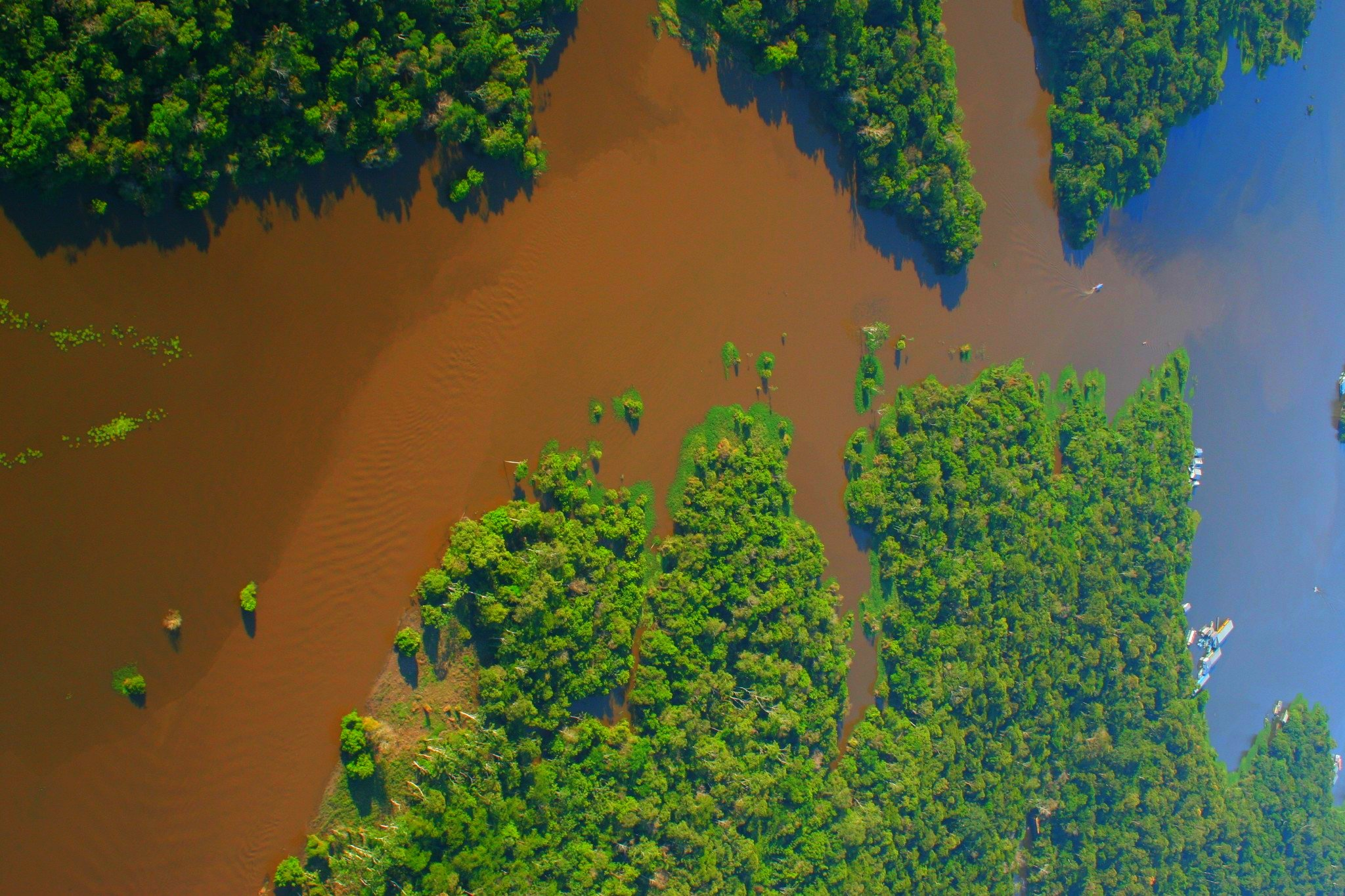
Sur un virage de l'avion, vue sur les eaux limoneuses du Rio Solimões, le « tronc principal » (même jour).
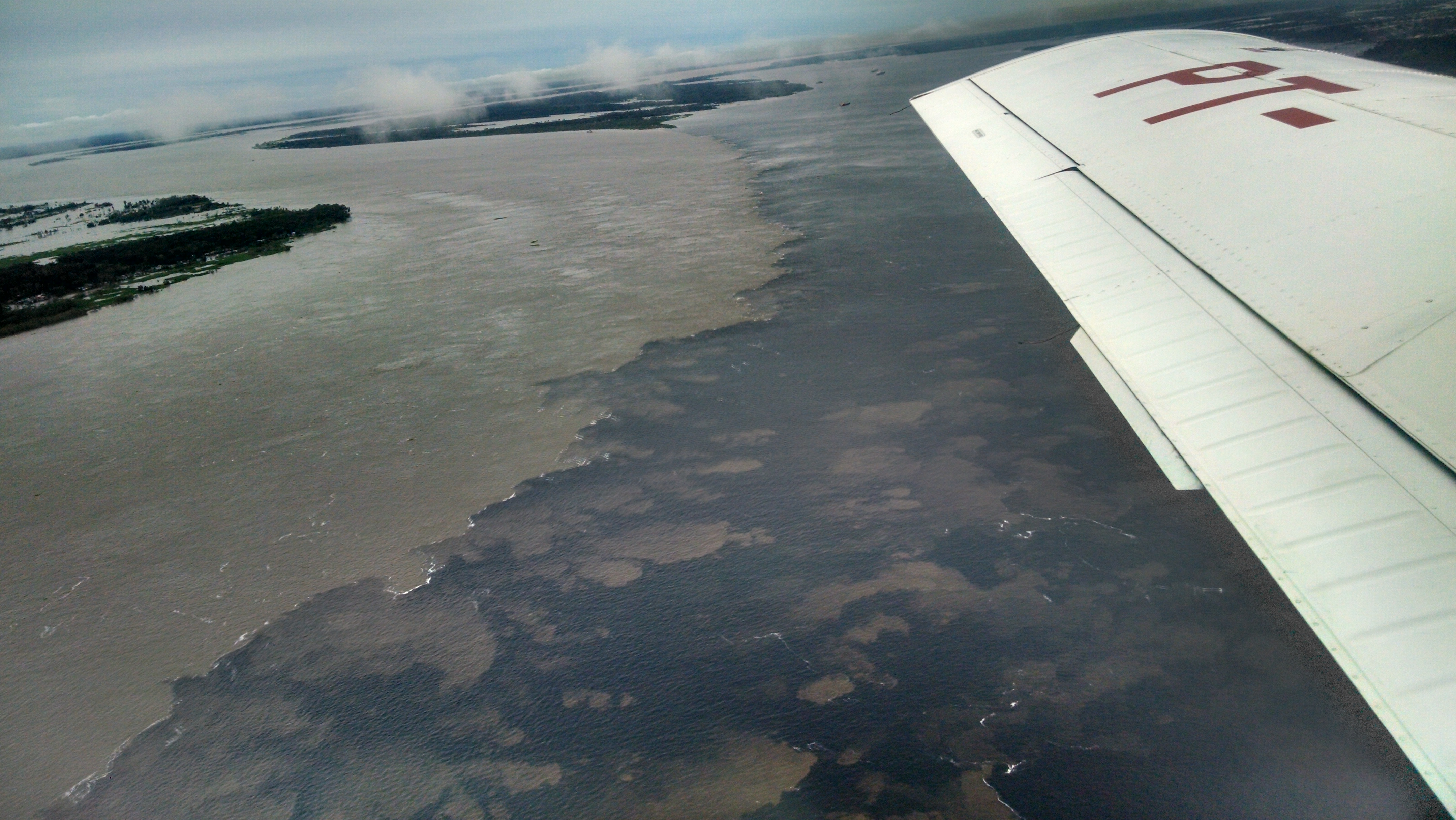
Le confluent toujours en vue aérienne, le 16 mai 2014.
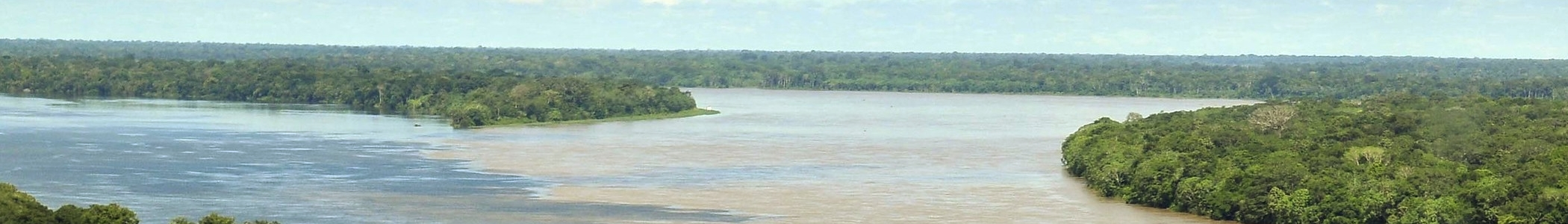
Vue panoramique vers l'amont, le 19 avril 2011, de la « Rencontre des Eaux » et de la "naissance" de l'Amazone brésilienne. À l'évidence, ici, le rio Negro s'avance vers nous venant de la gauche (il est en effet un affluent de rive gauche), et le Solimões de la droite.

### Le Nil «double»

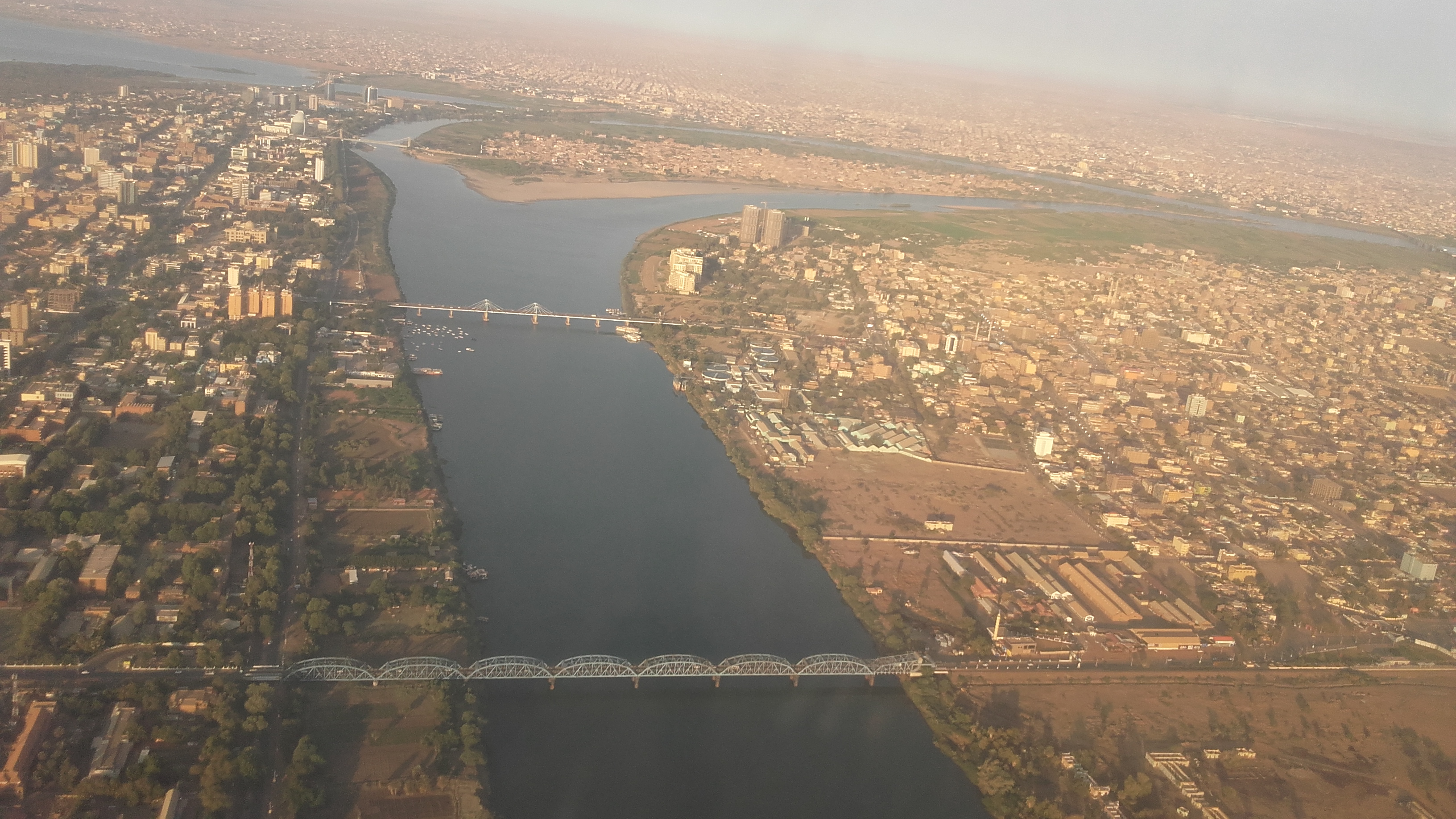
Vue aérienne, dans le sens du courant, du Nil Bleu, l'un des deux principaux affluents du Nil, peu avant sa confluence avec le Nil Blanc à Khartoum (capitale du Soudan). Au premier plan le Nil Bleu vient du bas, puis vire à droite (vers le nord), enserrant entre ses deux bras l'île fluviale de Tuti, et le Nil Blanc vient de gauche tout en haut. Le Nil tout court (ou tout long, plutôt!...), qui naît de la conjonction de ses deux branches, débute sur l'extrême droite de la photo, après la pointe droite de l'île.

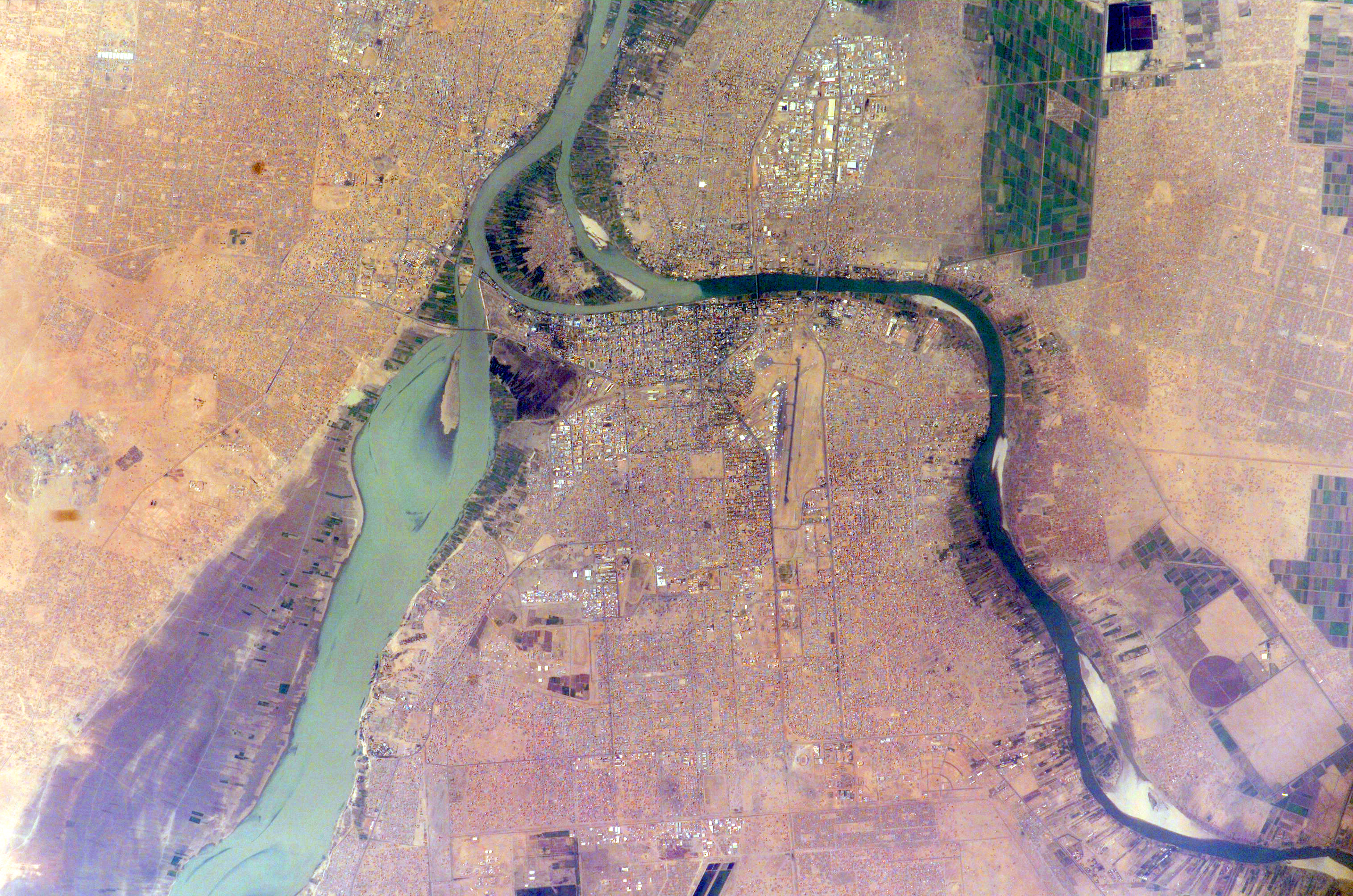
Photo satellitaire (par un astronaute) de la zone de confluence des Nil Bleu (à droite) et Blanc. On distingue, de gauche à droite, les villes d'Omdurman, Khartoum et Bahri, et l'île de Tuti au centre du confluent. Et l'on constate que même à leur confluent, et même en début avril au plus fort de la saison sèche (bancs de sable visibles sur le Ni Bleu), les deux affluents sont difficiles à comparer.

Pour le Nil et son hydronymie, ou pourrait dire qu'il se produit le phénomène inverse de celui de l'Amazone, laquelle voit son cours principal changer de nom à chaque confluence. En revanche, pour le Nil, ce sont au contraire ses deux affluents principaux qui portent en amont le même nom que lui mais décliné par couleur : Nil Blanc et Nil Bleu, un peu comme si à Manaus une « Amazone noire » (le rio Negro) rejoignait une « Amazone Jaune » (le rio Solimões), pour former « l'Amazone » tout court.
Mais dans le cas du Nil, la complexité de son bassin (avec des déviations, des écoulements souterrains, des lacs, des îles, l'importance de l'évaporation et de l'évapotranspiration…), ainsi que la grande amplitude de variabilité saisonnière de son débit entre saison sèche (de janvier à juin) et saison humide (de juillet à décembre donc), rendent difficiles la détermination de son cours principal depuis sa source (longtemps incertaine), ainsi que la comparaison de ses affluents principaux.
De plus, la longue quête historique, devenue mythique, de ses sources, la difficulté de remonter ses deux affluents principaux jusqu'au plus près de leurs sources qui se brouillent en amont d'un grand lac pour chacun des deux (le lac Victoria pour le Nil Blanc et le lac Tana pour le Nil Bleu) a longtemps maintenu le mystère sur son cours complet. Et ce jusqu'au XIXe siècle (avec les fameuses expéditions de Stanley et Livingstone et avant eux de Burton et Speke), et même jusqu'à l'époque contemporaine, puisque c'est seulement en 2004 et 2005 que l'on a pu naviguer sur l'intégralité des cours du Nil (Nil Blanc et Bleu) depuis leurs sources respectives, et seulement en 2006 qu'aurait été identifiée sa source la plus lointaine dans la forêt équatoriale de Nyungwe, dans le sud-ouest du Rwanda, à 2 428 mètres d'altitude portant la longueur du fleuve à 6 718 kilomètres au lieu des 6 611 précédemment établis. Une autre source du Nil, encore plus méridionale, avait été identifiée en 1934 au Burundi sur le mont Kikizi dans la commune de Rutovu.
C'est aussi pour ces raisons que le spectaculaire phénomène des crues du Nil, divinisé dans l’Égypte antique sous les traits de Hâpy, et lui apportant l'eau et la vie en plein désert au cœur même de la saison la plus chaude, est lui aussi longtemps resté mystérieux.

Le cours du Nil (simplifié), avec le Nil Blanc et le Nil Bleu.

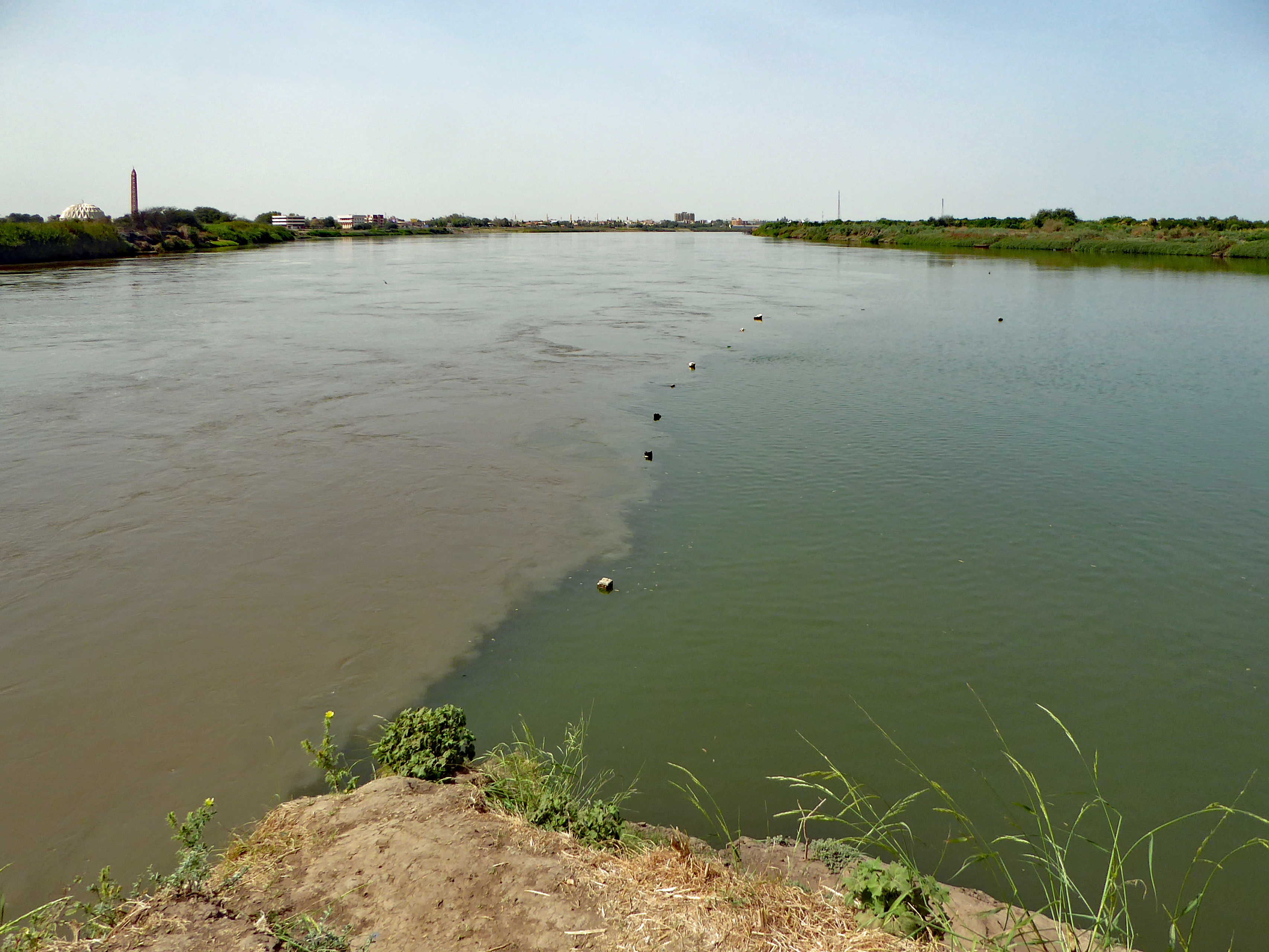
Point de confluence entre le Nil Bleu (venant de droite) et le Nil Blanc (venant de gauche), à la pointe nord de l'île de Tuti où commence la branche maîtresse du Nil (longtemps considéré comme le plus long fleuve du monde). On distingue la différence de teinte des eaux qui justifie leurs deux hydronymes ; mais elle est ici moins marquée que celle du confluent rio Solimões/rio Negro.

Enfin, ses deux affluents principaux sont tellement différents que leur importance et leurs contributions respectives pour le débit moyen global du système fluvial du Nil sont difficiles à comparer. En effet, le Nil Blanc est de loin le plus long et le plus constant des deux, mais il ne contribue que pour 30% au débit annuel du Nil ; néanmoins sa contribution monte jusqu'à 70% et plus pendant la saison sèche des basses eaux. À l'opposé, le Nil Bleu est lui très épisodique : très faible en saison sèche et très puissant en saison humide (l'été), il contribue pour 70% du débit annuel du Nil, et, associé à l'Atbara (un affluent secondaire qui vient aussi d’Éthiopie et qui est encore plus épisodique, presque à sec en hiver), on a calculé que leur contribution s'élève à 90% de l'eau et 96% des sédiments transportés par le Nil en été, et à moins de 10 à 20% pendant la saison sèche (en hiver, donc). C'est même cette disparité qui expliquait les crues antiques du Nil jusqu'à la construction des barrages de retenue et de régulation.
Ce sont probablement toutes ces incertitudes sur les sources et le cours total du Nil, ainsi que sur l'apport respectif de ses deux grands affluents, qui expliquent que l'on a préféré, dans l’expectative, appeler chacun d'eux « Nil » comme leur résultante distributaire, accréditant l'idée que le Nil a au moins deux origines et de multiples sources.
Quoi qu'il en soit, ces règles de discrimination cours tributaire / cours distributaire, et de détermination de la continuité fluviale souffrent donc de nombreuses exceptions, et parfois des considérations historiques, politiques, et des traditions culturelles l’emportent sur la théorie géographique et les "mensurations" hydrologiques.

### Le cas atypique du Mississippi
C'est le cas du Mississippi, ce grand fleuve d'Amérique du Nord, long d’environ 3 780 km, alimenté par des dizaines d’affluents importants, et dont le parcours traverse un grand nombre d’États sur l’ensemble du territoire des États-Unis. Celui-ci fait en effet exception par deux fois aux règles habituelles de détermination du cours d'eau principal, et semble se contredire lui-même au long de son cours.

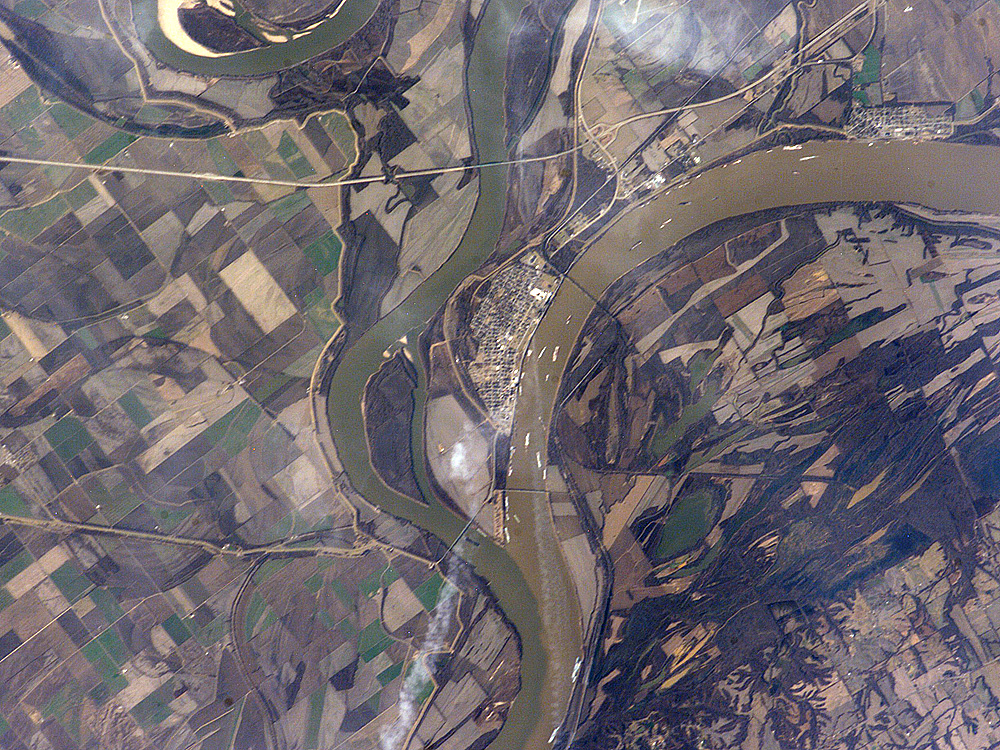
La confluence de l'Ohio (venant de droite) et du Mississippi (au centre gauche) près de la petite ville de Cairo (dans l'Illinois) : sur ce cliché pris par un astronaute, on perçoit la puissance plus grande de l'affluent. La différence de couleurs des deux flux indique que ceux-ci ne se mélangent pas avant 5 à 6 km vers l'aval. La couleur plus brune inhabituelle de l'Ohio est expliquée par les fortes pluies de décembre 2005 sur les Appalaches et le nord-est américain, qui induisent une quantité inhabituelle de sédiments charriés par l'Ohio.

Ainsi l'attestent, entre autres, les images satellites de la constellation « Sentinel-2 » du programme Copernicus offrant des vues de deux points cruciaux de son cours. L'un de ces clichés est pris au niveau de la ville de Cairo (dans l'Illinois) qui se situe au point de confluence entre le Mississippi et son important affluent : l'Ohio. D'ailleurs les grands confluents sont souvent des sites propices à l'établissement urbain,.
Or sur ces clichés satellitaires du point de confluence Ohio/Mississippi, on constate que la rivière Ohio est considérablement plus large et plus puissante que le fleuve Mississippi, fait confirmé par la mesure de son débit moyen au confluent qui est de 7 960 m3 par seconde contre 5 897 m3 par seconde pour le Mississippi (seulement 74% de celui de l'Ohio). Celle-ci apparaîtrait donc logiquement comme le cours d'eau principal. Mais comme le Mississippi dans son cours supérieur (Upper Mississippi River) est plus long que l’Ohio au confluent (2 000 km contre 1 579 km), et que son bassin hydrographique est légèrement plus grand que celui de l'Ohio, c'est donc le Mississippi qui a été désigné comme le fleuve et l'Ohio considéré comme son tributaire. Mais cela n'a pas été toujours le cas : les populations autochtones amérindiennes considéraient, elles, que l'Ohio était le fleuve depuis sa source jusqu'au delta, et que le Mississippi supérieur était son affluent.

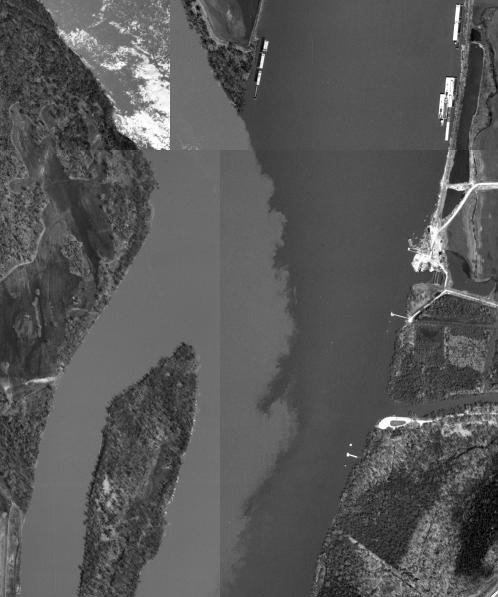
Image satellitaire du confluent Missouri / Mississippi. Les eaux du Missouri (à gauche) sont ici de couleur plus claire que celles du Mississippi dans lequel il se jette en raison de sa forte teneur en limon lui donnant un degré de turbidité plus élevé que son distributaire ― son surnom est d’ailleurs. On constate la nette différence de largeur entre le fleuve et son affluent, malgré la présence d’une île fluviale qui fausse un peu la perspective et la comparaison. De plus, l’angle d’incidence du Missouri et son cours "détourné" par un Mississippi demeuré rectiligne montre la puissance supérieure de ce dernier. (Image USGS Microsoft Research Maps / TerraServer-USA).

En revanche, en amont de ce confluent, on en trouve un autre aussi important : c'est celui du Mississippi avec un autre de ses plus grands affluents, le Missouri. La surprise est que pour celui-ci c'est l'inverse de la situation précédente qui s'est produit. En effet, à leur confluence, où se trouve la ville de Saint-Louis dans l'état du Missouri, le Missouri est déjà long de plus de 4 000 km, alors que le Mississippi supérieur n'est lui long, à Saint-Louis, "que" de moins de 2 000 km. Le Missouri est même nettement plus long que le cours entier du Mississippi (4 370 km contre 3 780 km). De plus, le bassin hydrographique du Missouri (en violet au nord-ouest sur la carte ci-dessous) est plus de deux fois plus grand que celui du Mississippi supérieur (en bleu moyen au nord), et même trois fois plus grand.

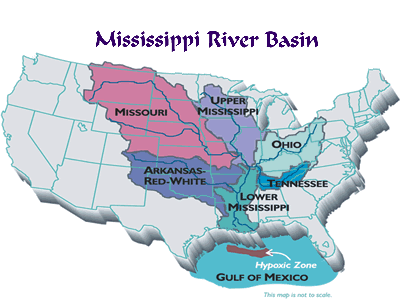
Comparaison des bassins versants du Mississippi et de ses principaux affluents.

En revanche, le débit moyen du Mississippi avant le confluent est de 5 796 m3 par seconde, alors que celui du Missouri n'est "que" de 2 445 m3 par seconde (soit seulement 42% de celui du Mississippi). La situation est donc inverse de celle du confluent avec l'Ohio, et cette fois, c'est le critère du débit qui l'a emporté sur ceux de la longueur du cours d'eau et de la taille de son bassin versant. De plus, comme le montrent les clichés satellitaires de ce confluent, l'angle d'incidence du Missouri semble indiquer que celui-ci se jette dans le Mississippi, car ce dernier demeure rectiligne entre l'amont et l'aval du confluent.

Mais là encore il semble que l'explication soit à chercher dans l'histoire : « en effet, le Mississippi est profondément enraciné dans de nombreuses histoires et légendes de la culture amérindienne et américaine depuis les premiers établissements et explorations ». Entre autres, l'orientation nord-sud du fleuve et son cours relativement rectiligne lui ont longtemps donné, lors de la « Conquête de l'Ouest », le rôle psychologique et mythique de « La Frontière » ultime, à repousser toujours plus loin, entre la "civilisation" colonisatrice et l'« Ouest Sauvage » (Wild West). Le cours du Mississippi avait d'ailleurs historiquement constitué la frontière entre les « treize » états d'origine comprenant les territoires concédés par la Grande Bretagne en 1783 aux États-Unis, et la Louisiane alors encore française. Et c'est certainement ce rôle historique majeur qui a donné son statut de fleuve, ou cours d'eau prépondérant, au Mississippi. De plus, 

« Lorsque les premiers cartographes et explorateurs atteignirent le confluent, la source du Missouri était probablement encore inconnue et cachée dans le Far West [(…) l'Ouest lointain obscur car encore largement inexploré et dangereux], tout comme sa longueur plus grande et son droit d’être considéré comme le cours d’eau principal du système fluvial ».

— Salvatore Tarchini, Mississippi River System

## Galerie: affluents de France

Confluences et belles rivières de France :
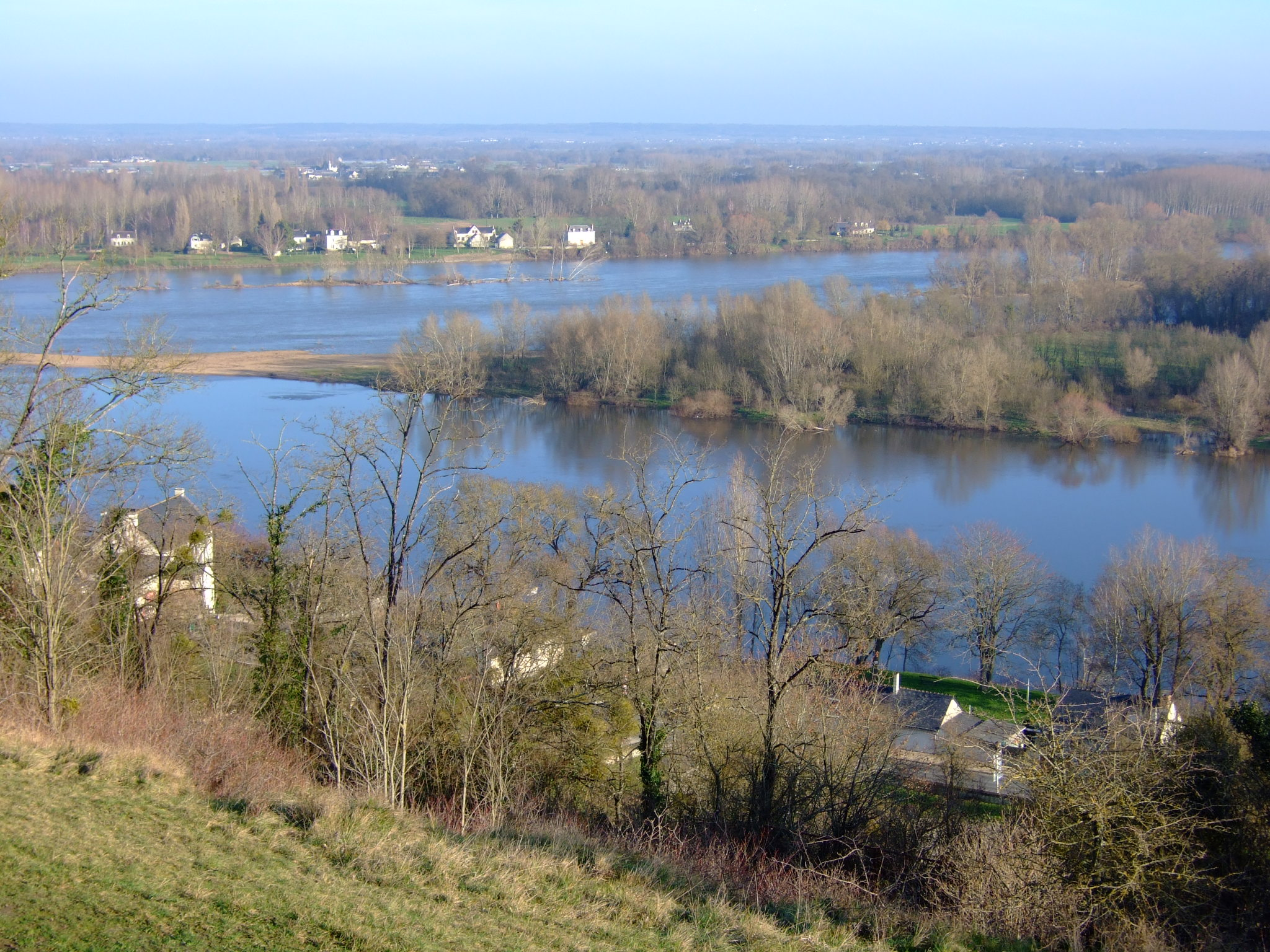
Confluent de la Vienne et de la Loire à Candes-Saint-Martin.
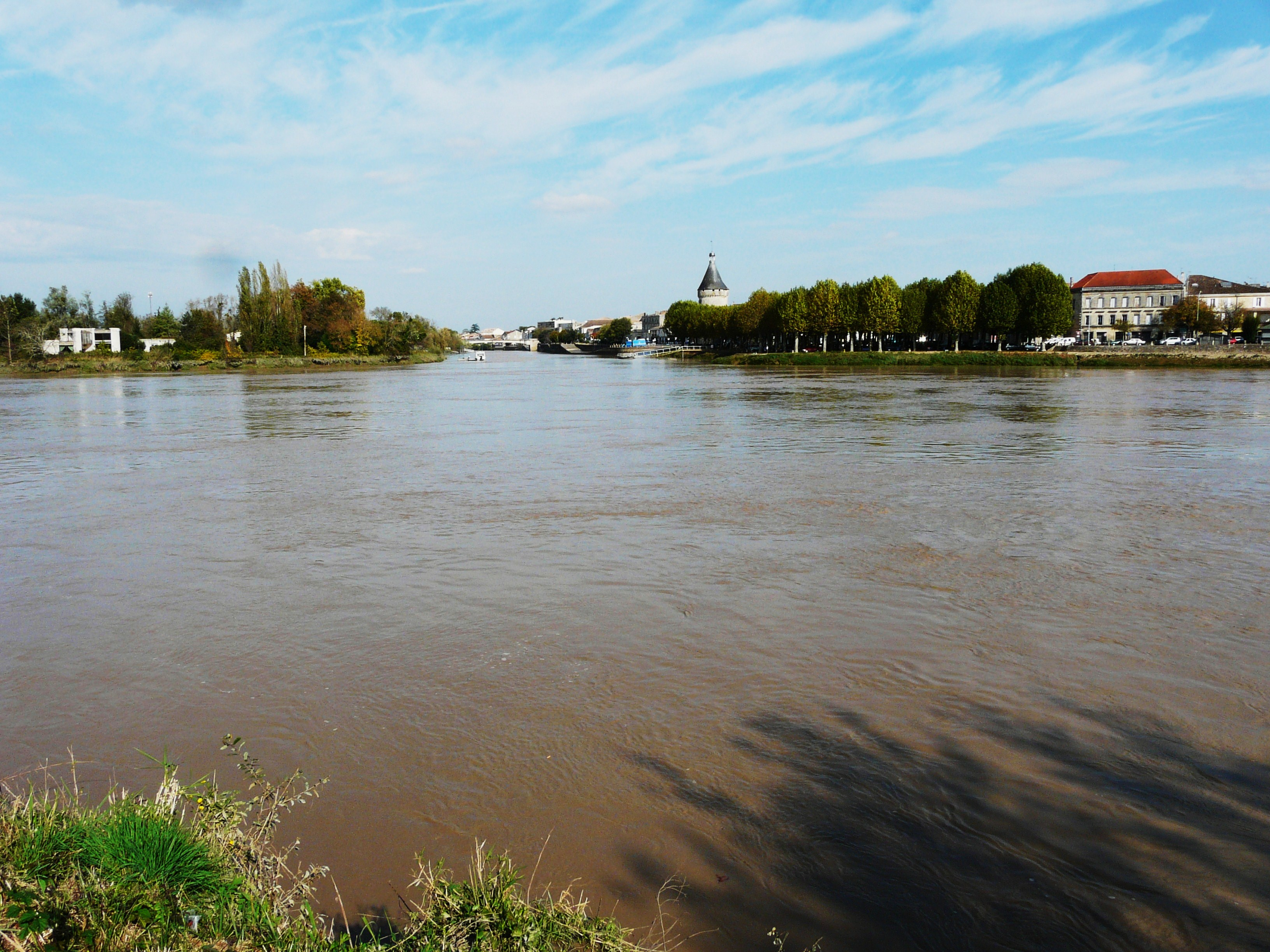
Confluent de l'Isle (en face) et de la Dordogne à Libourne.
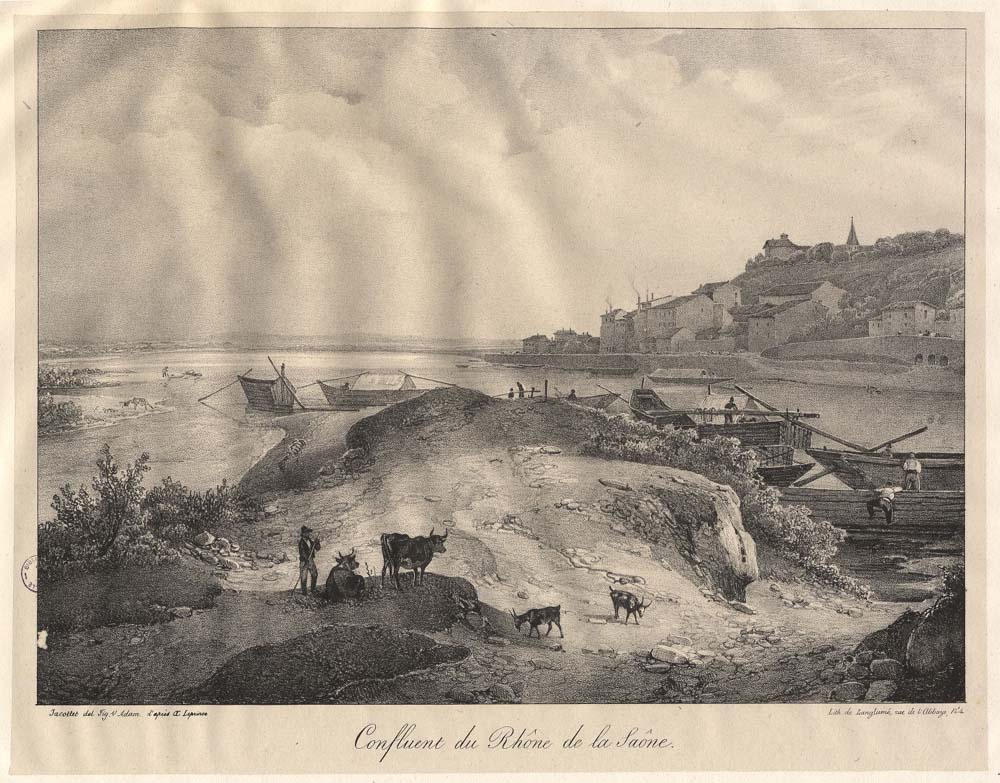
Confluent du Rhône et de la Saône au XIXe siècle, dessin de Louis-Julien Jacottet.
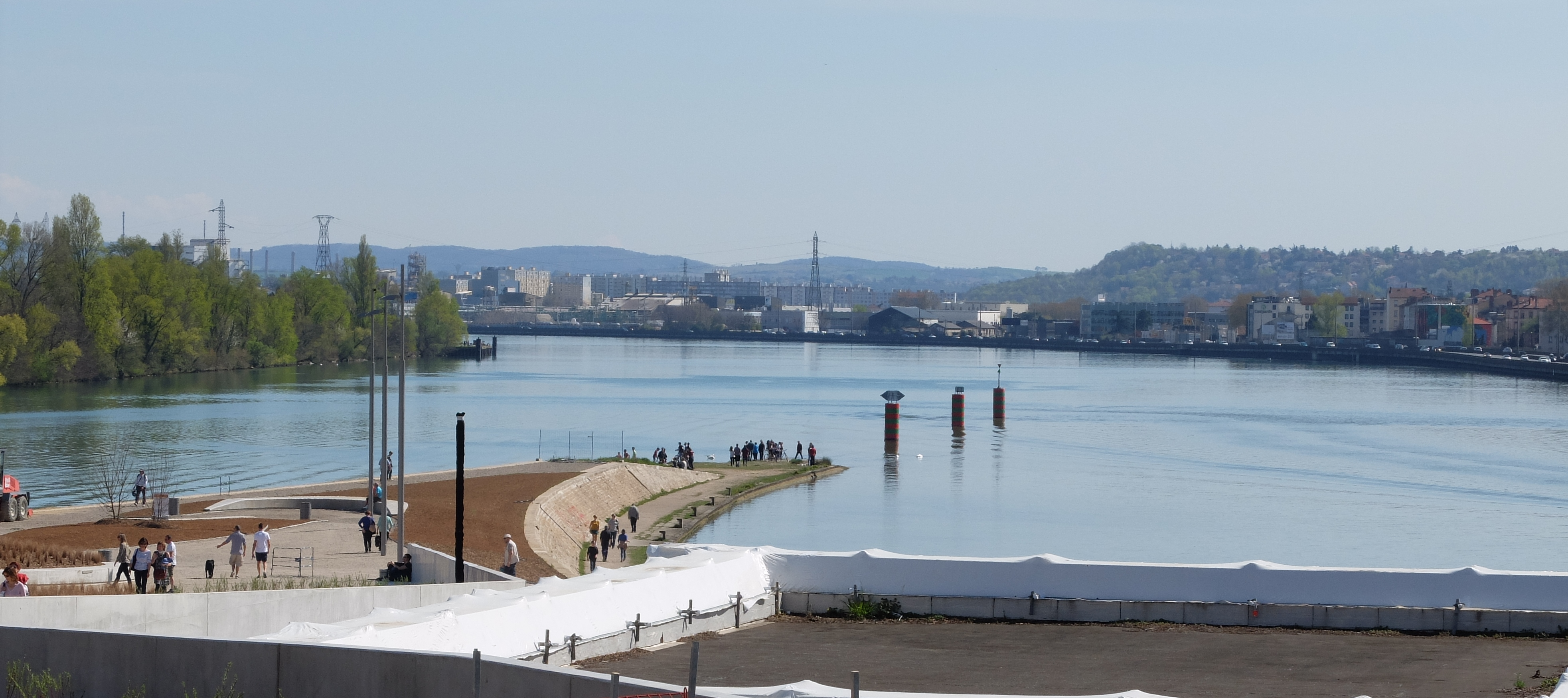
Confluent du Rhône et de la Saône de nos jours.
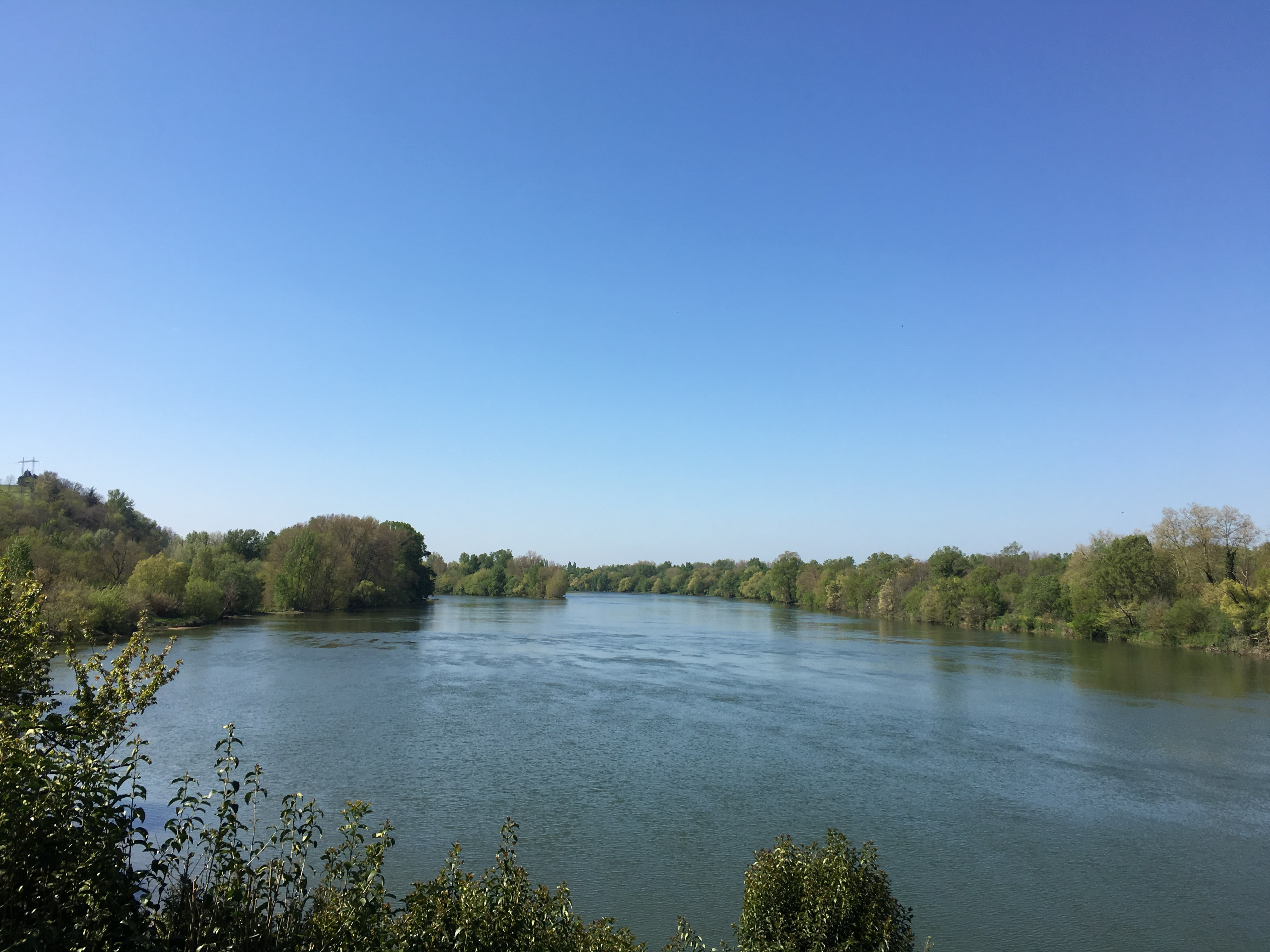
Confluent Ariège-Garonne au sud de Toulouse.
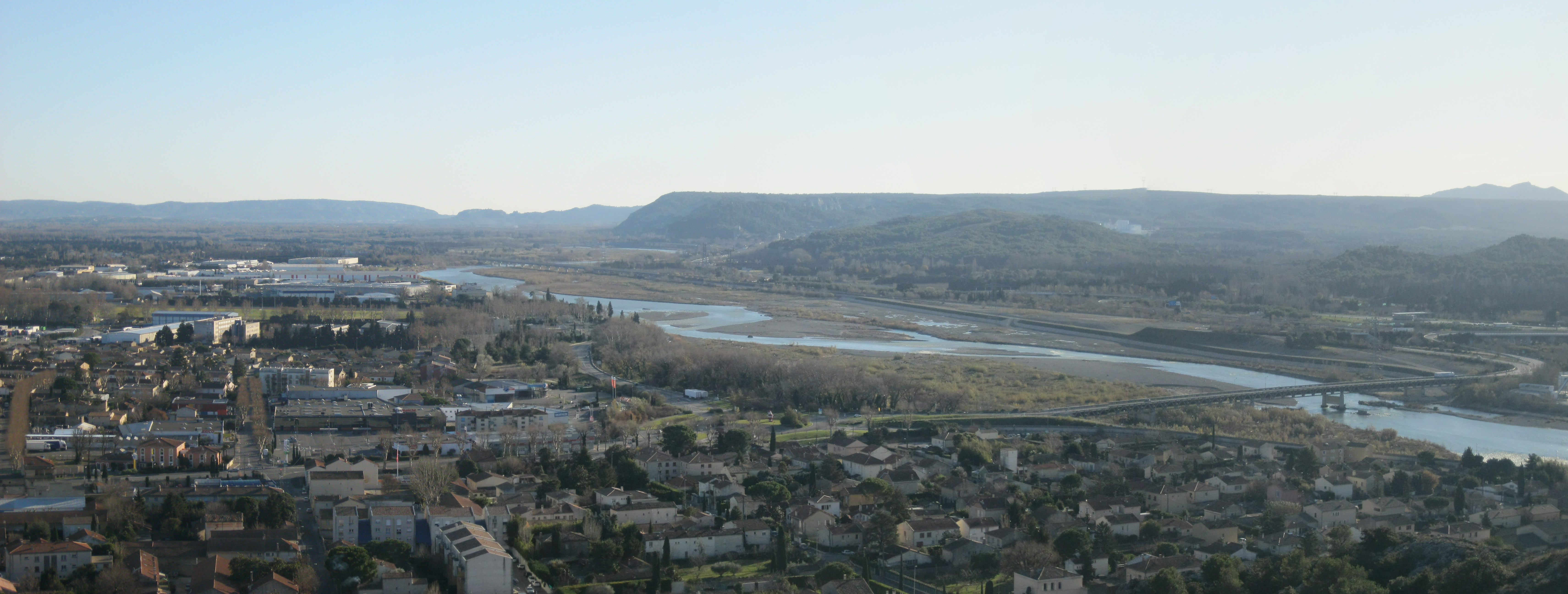
La Durance à Cavaillon.
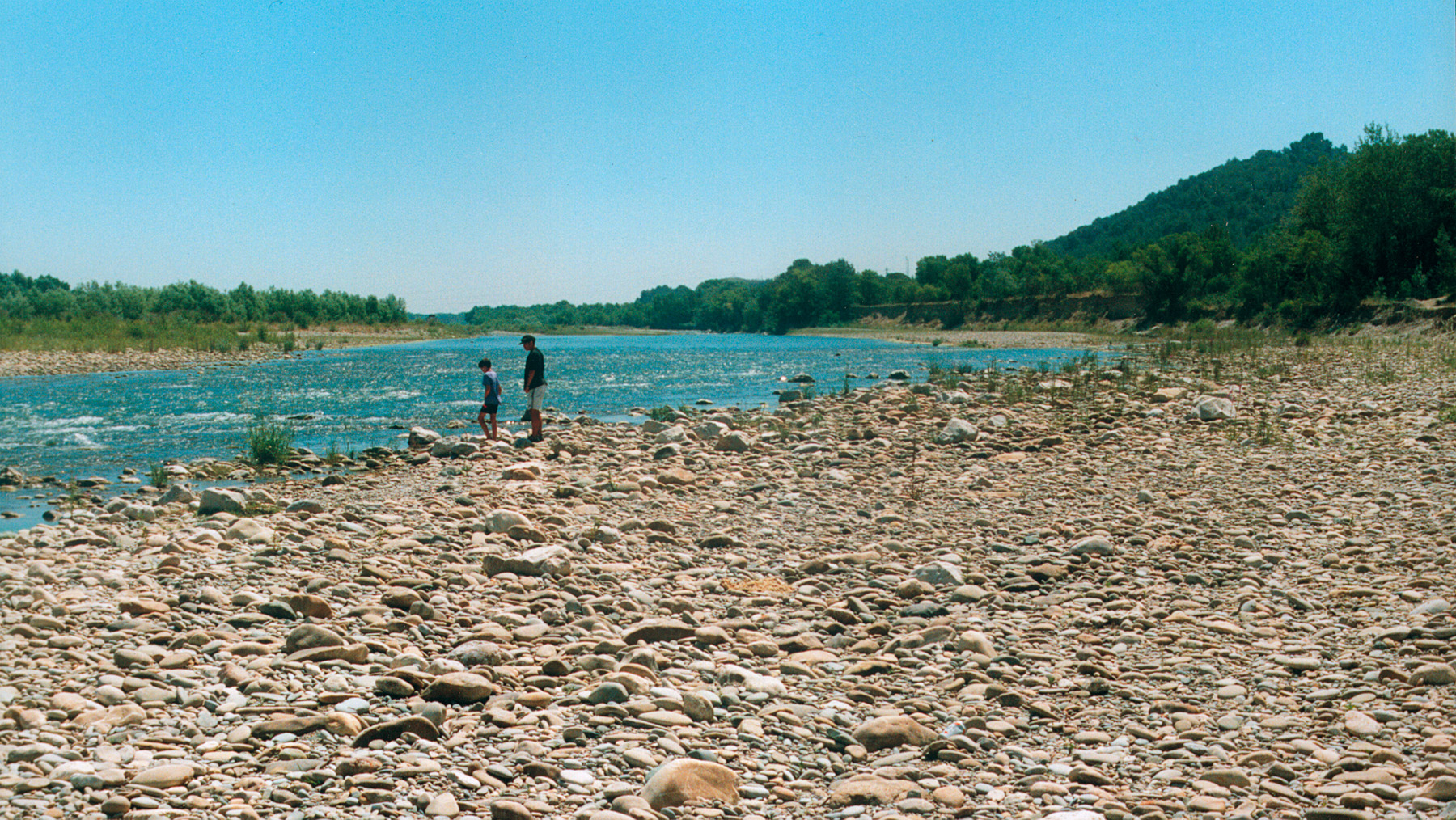
La Durance chantée par Giono, ici dans le Vaucluse.
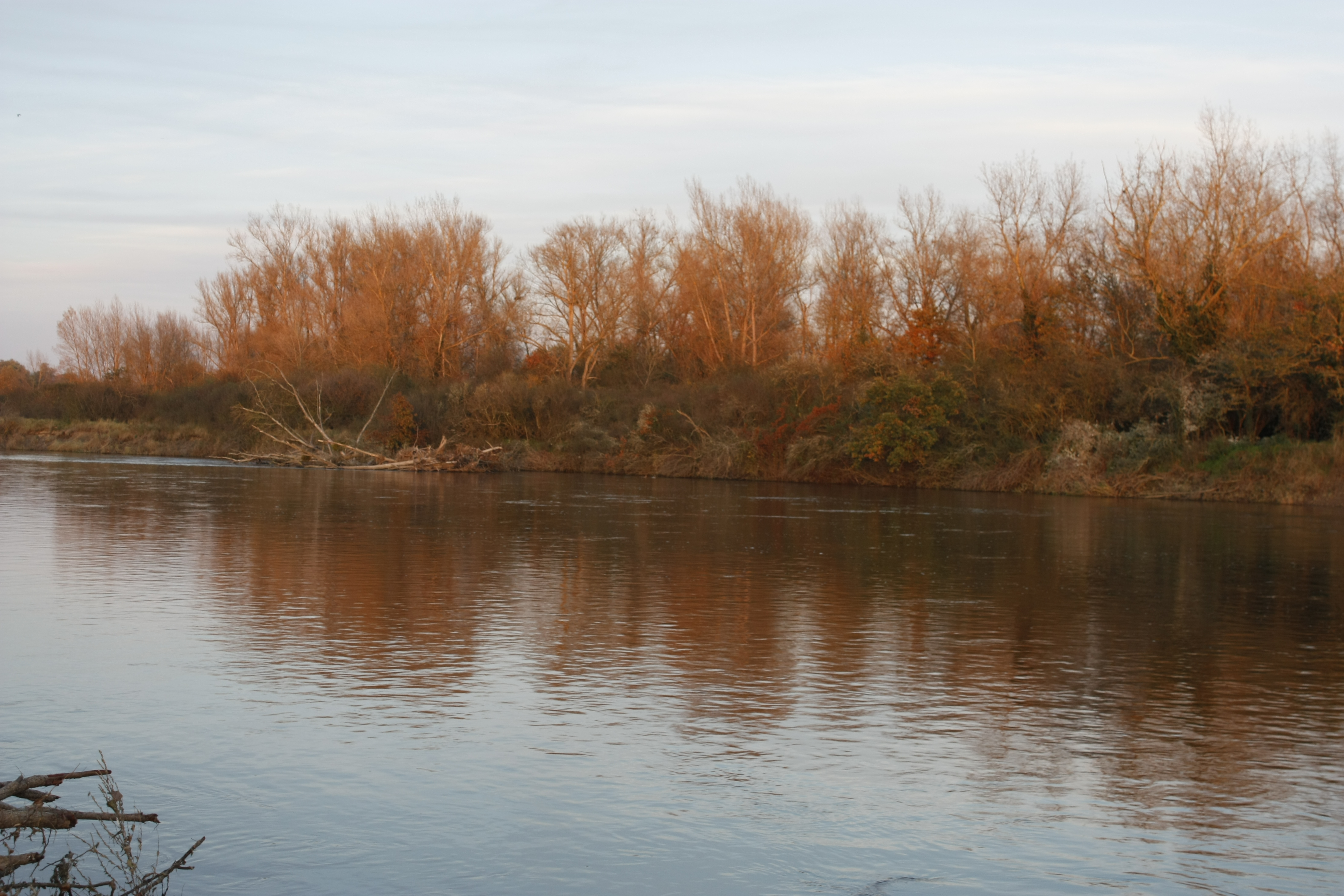
Vue des bords de l'Allier au coucher du soleil en hiver. (Réserve naturelle nationale du val d'Allier).
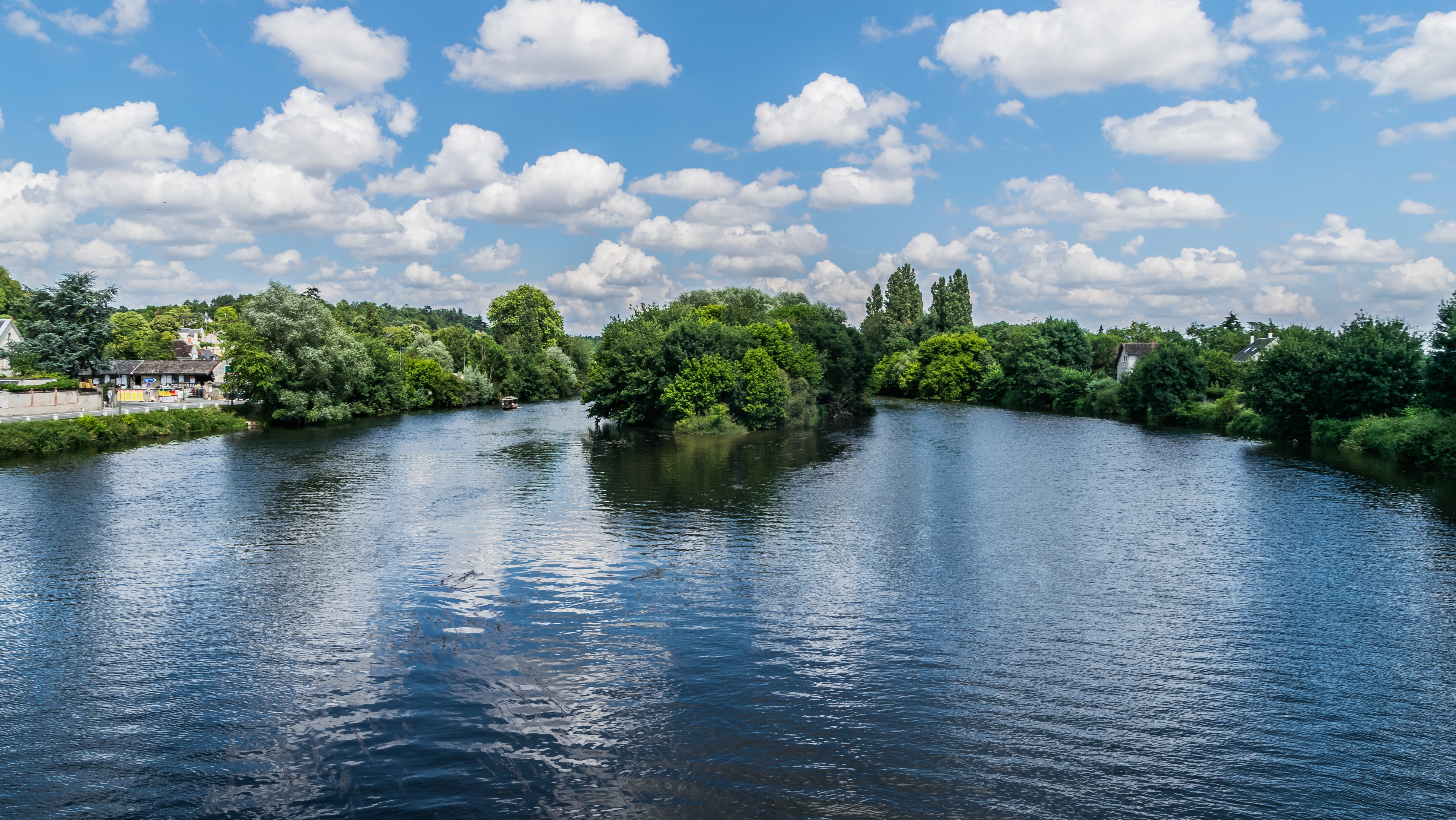
Le Cher à Montrichard.
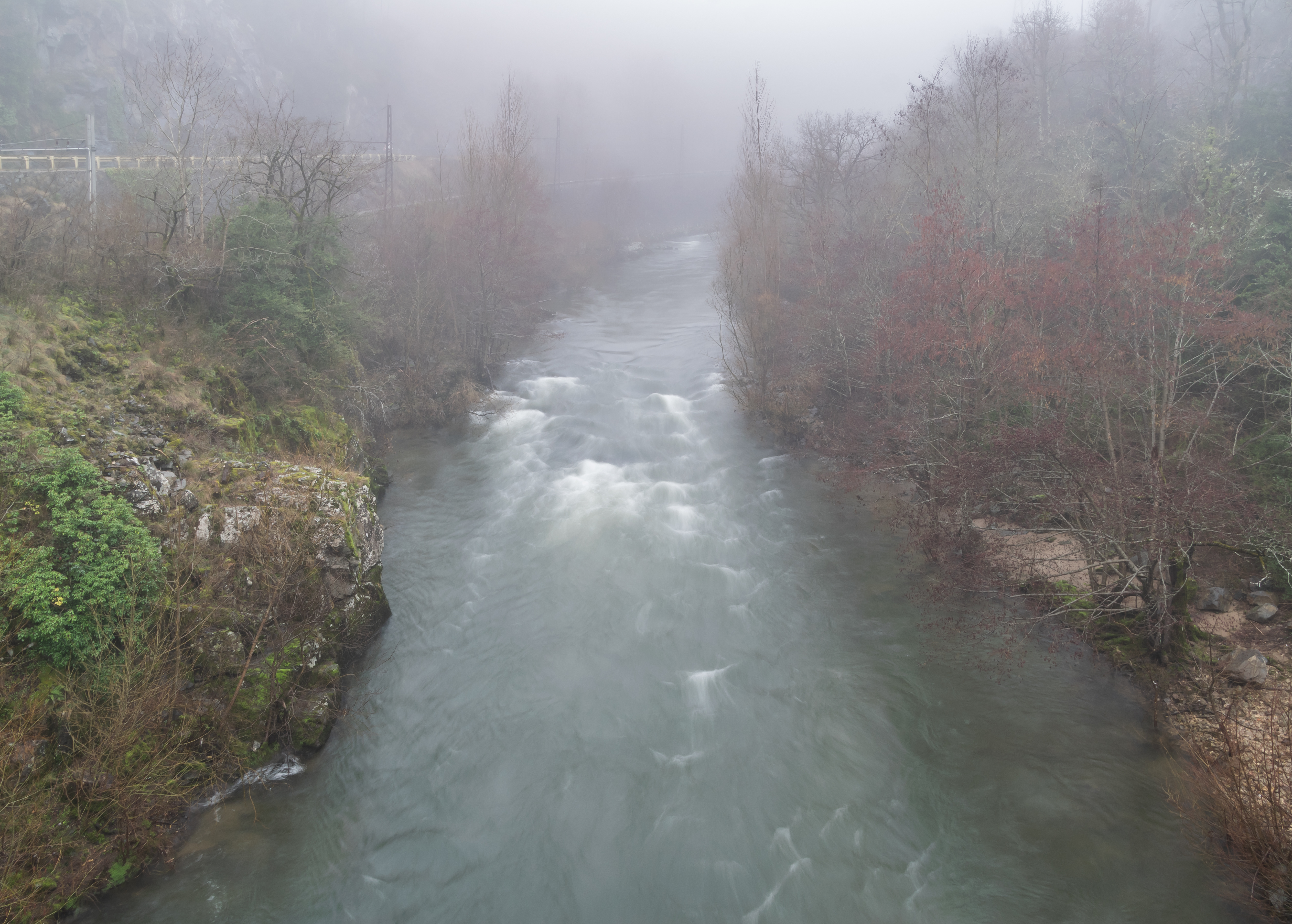
Le Lot à Banassac-Canilhac.
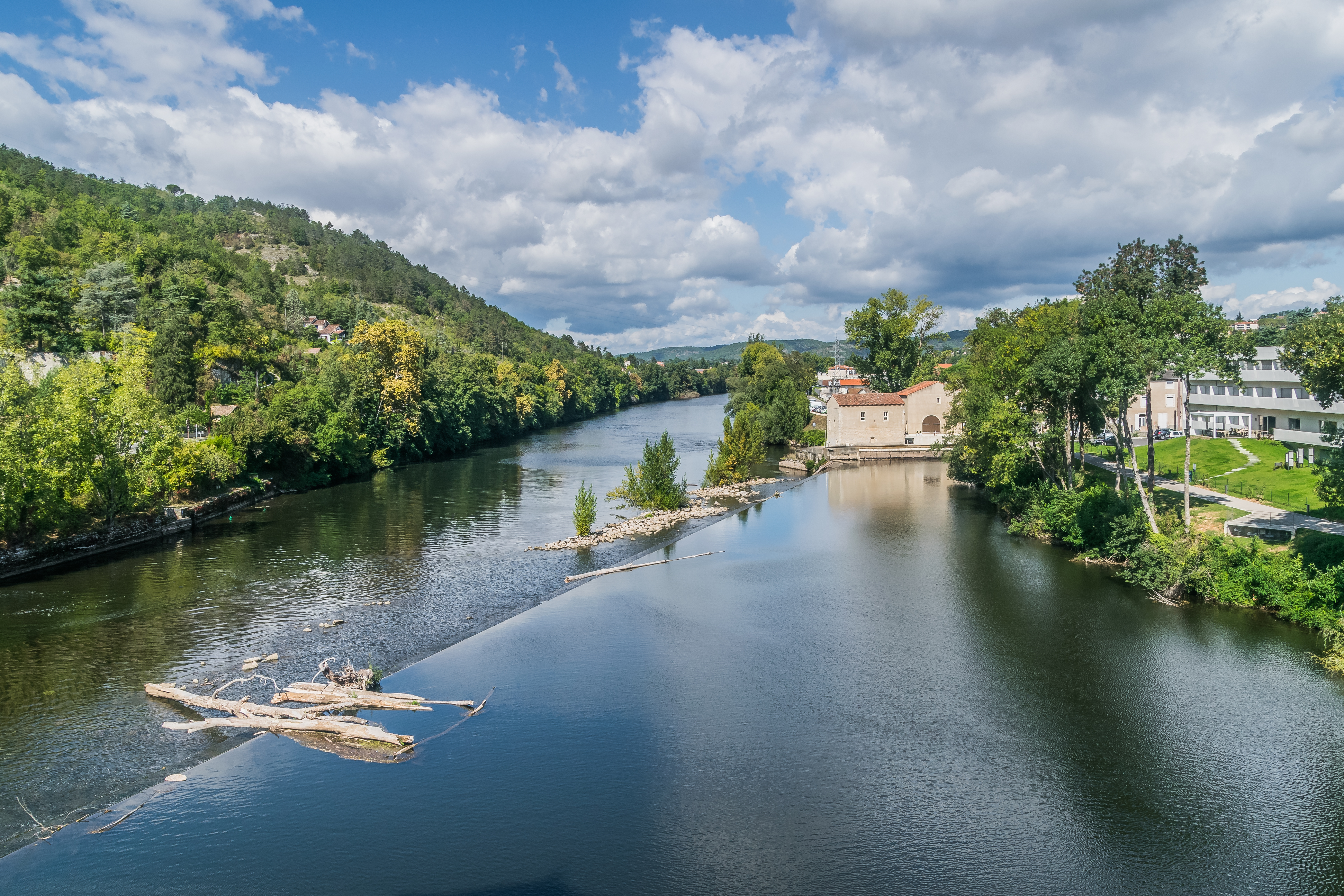
Le Lot à Cahors.
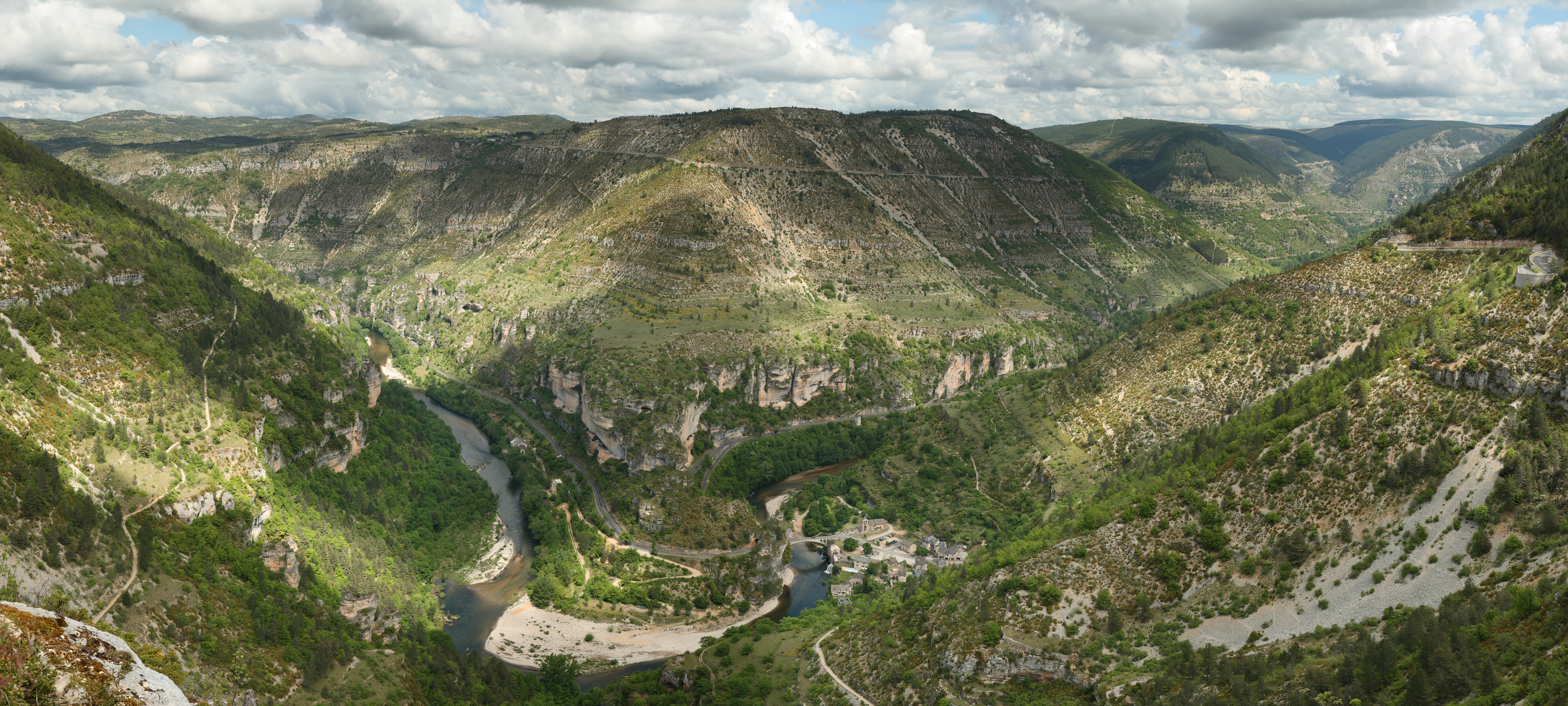
Les gorges du Tarn à Saint-Chély-du-Tarn.
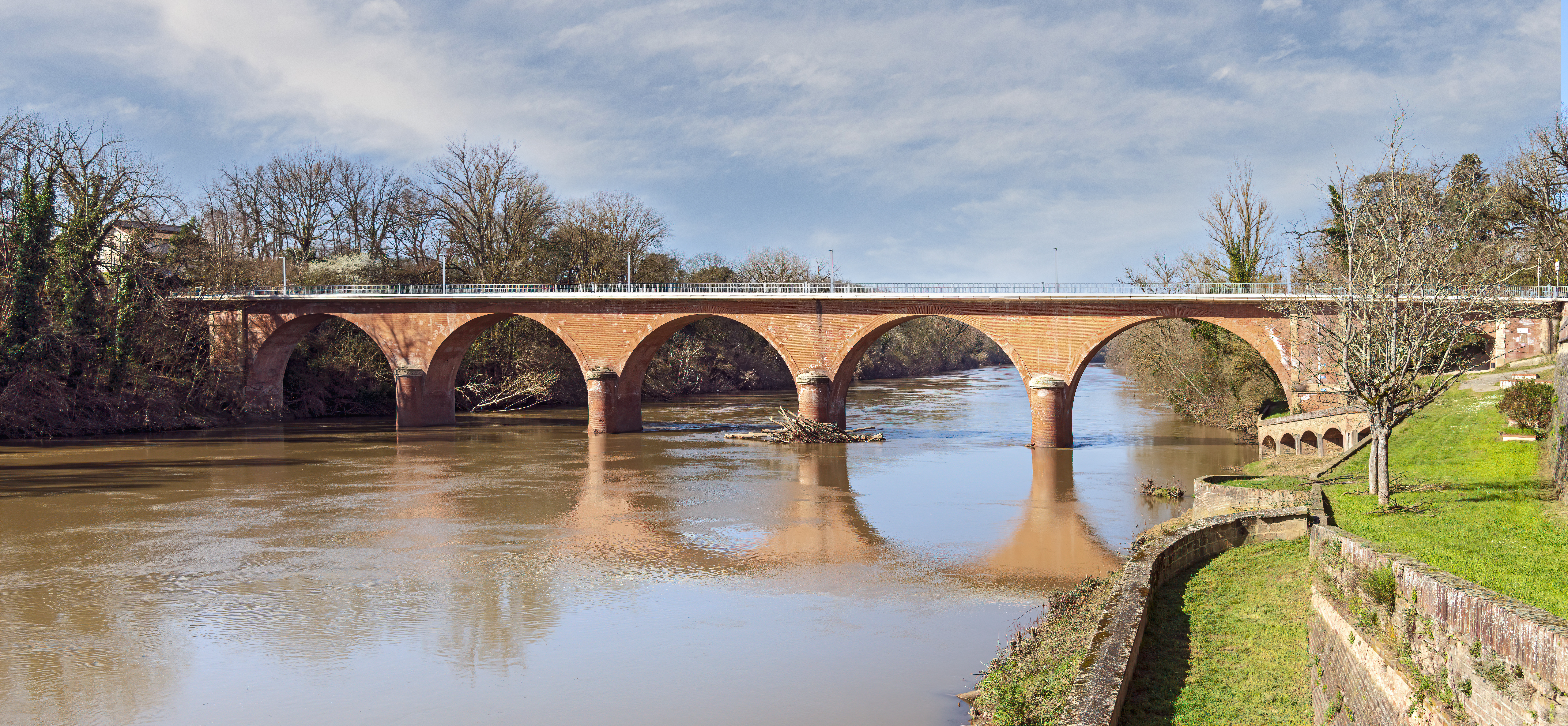
Le pont sur le Tarn (1887) à Reyniès.
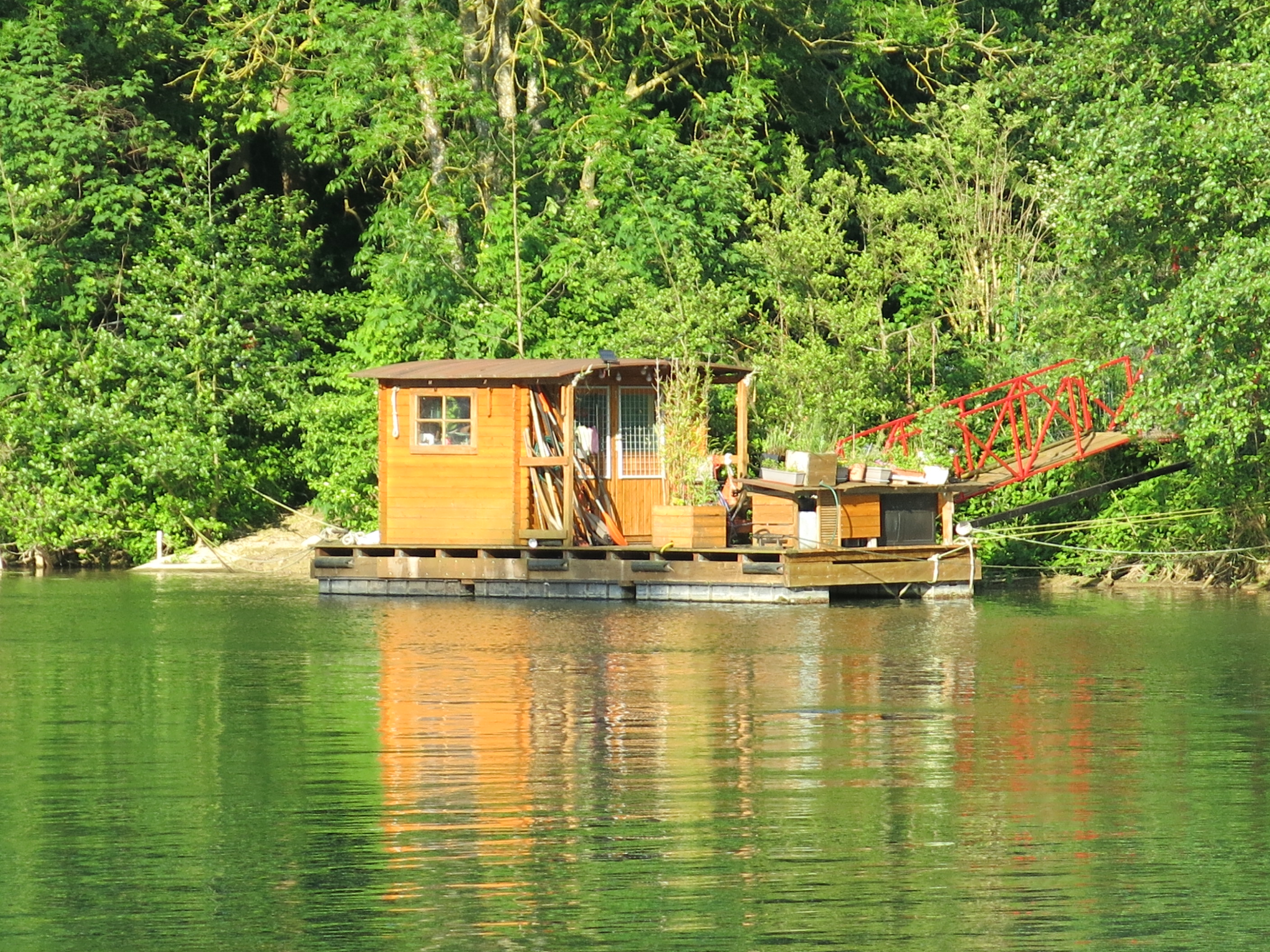
Bateau-radeau sur les bords de Marne à Vaires-sur-Marne.
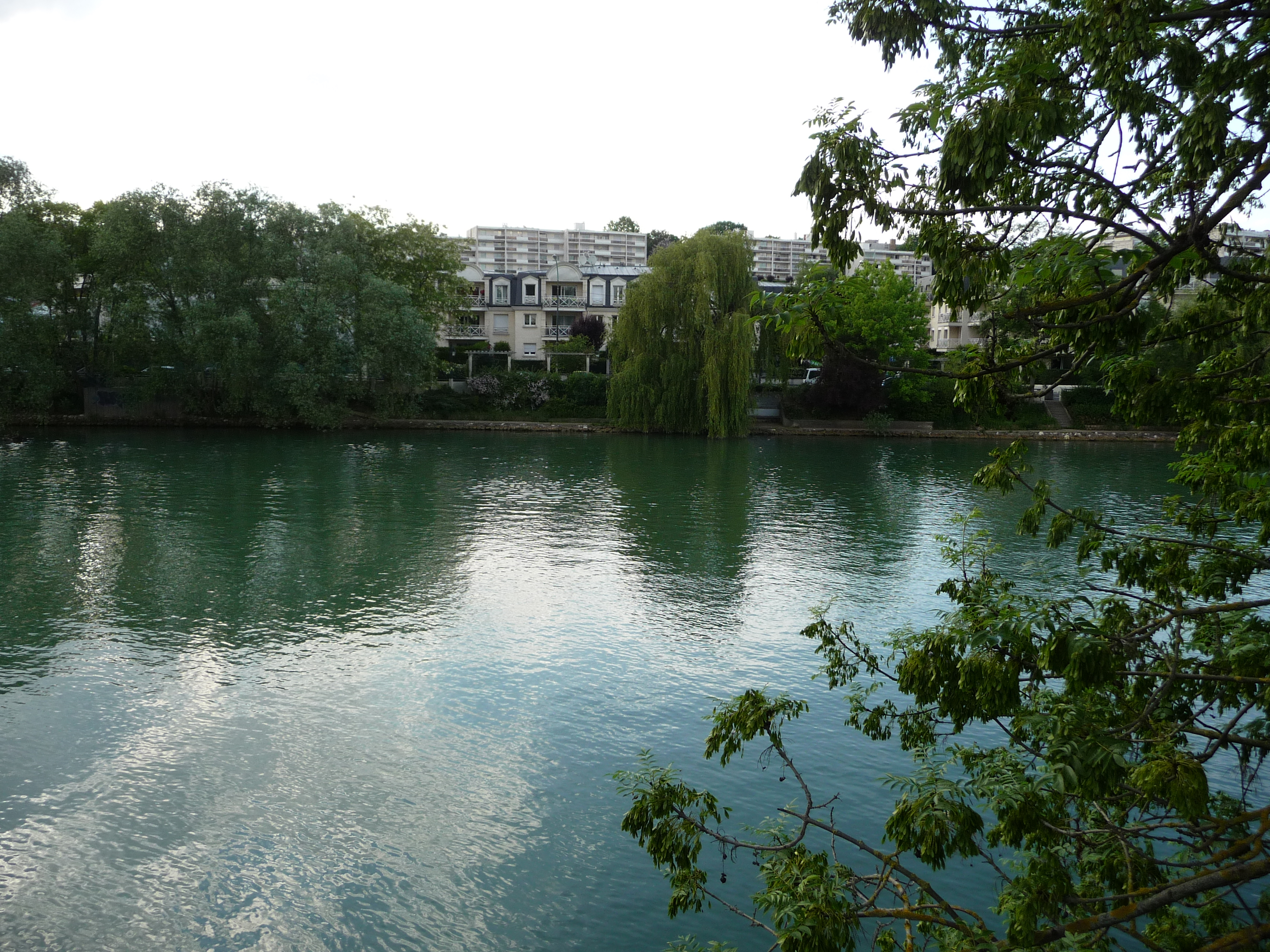
La Marne entre Joinville-le-Pont et Nogent-sur-Marne.
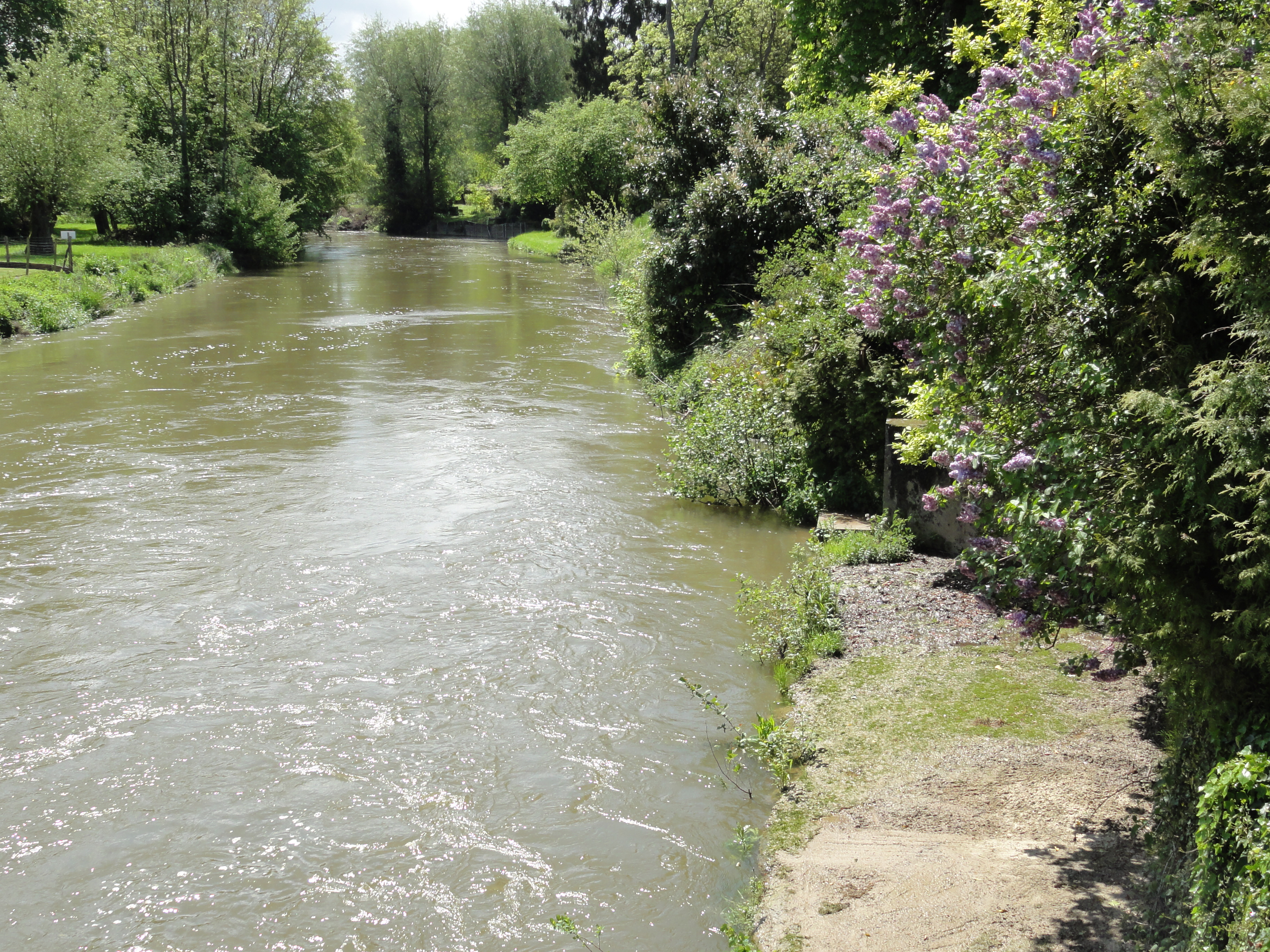
L'Oise à Mézières-sur-Oise.
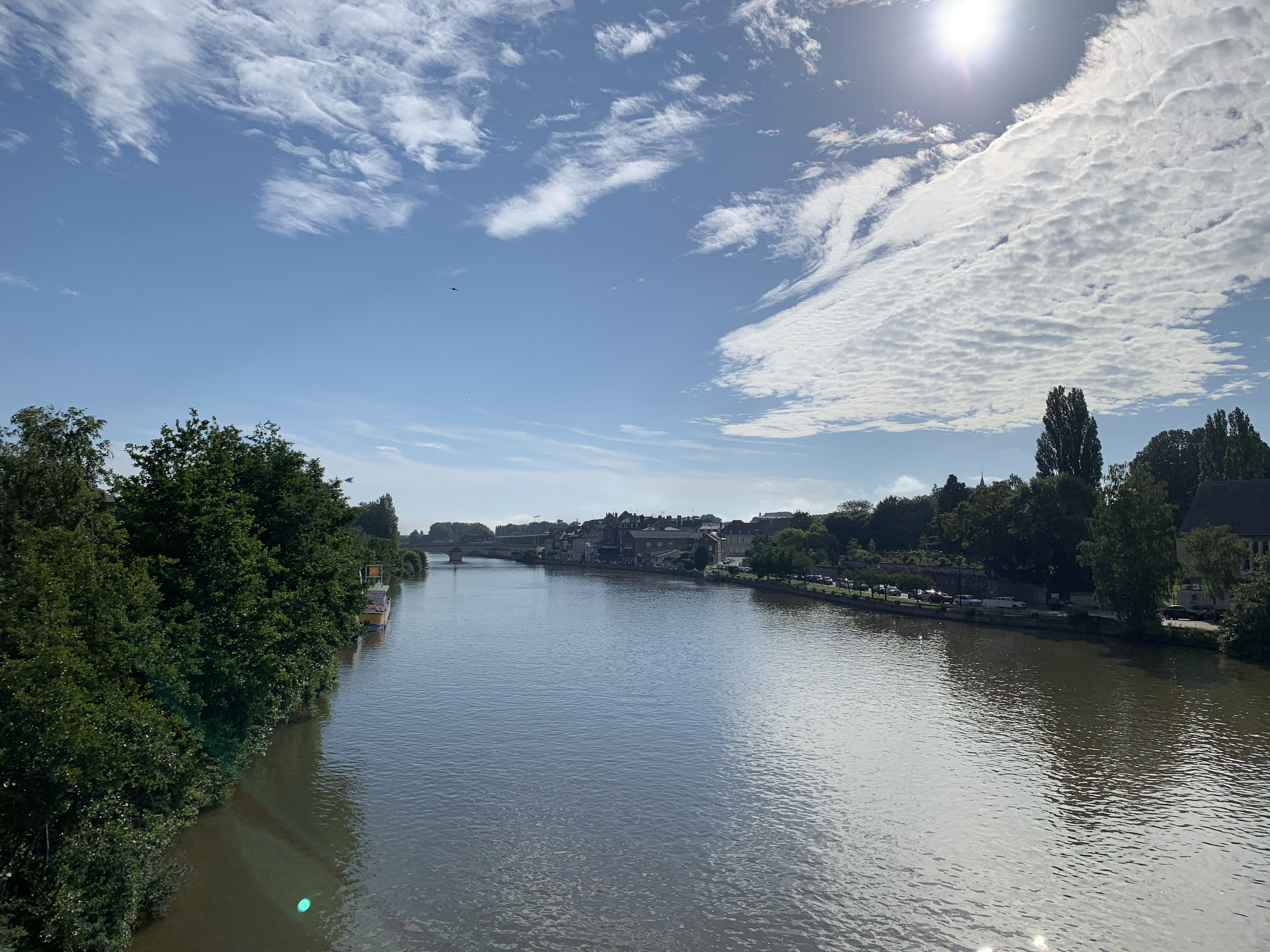
L'Oise à Compiègne.
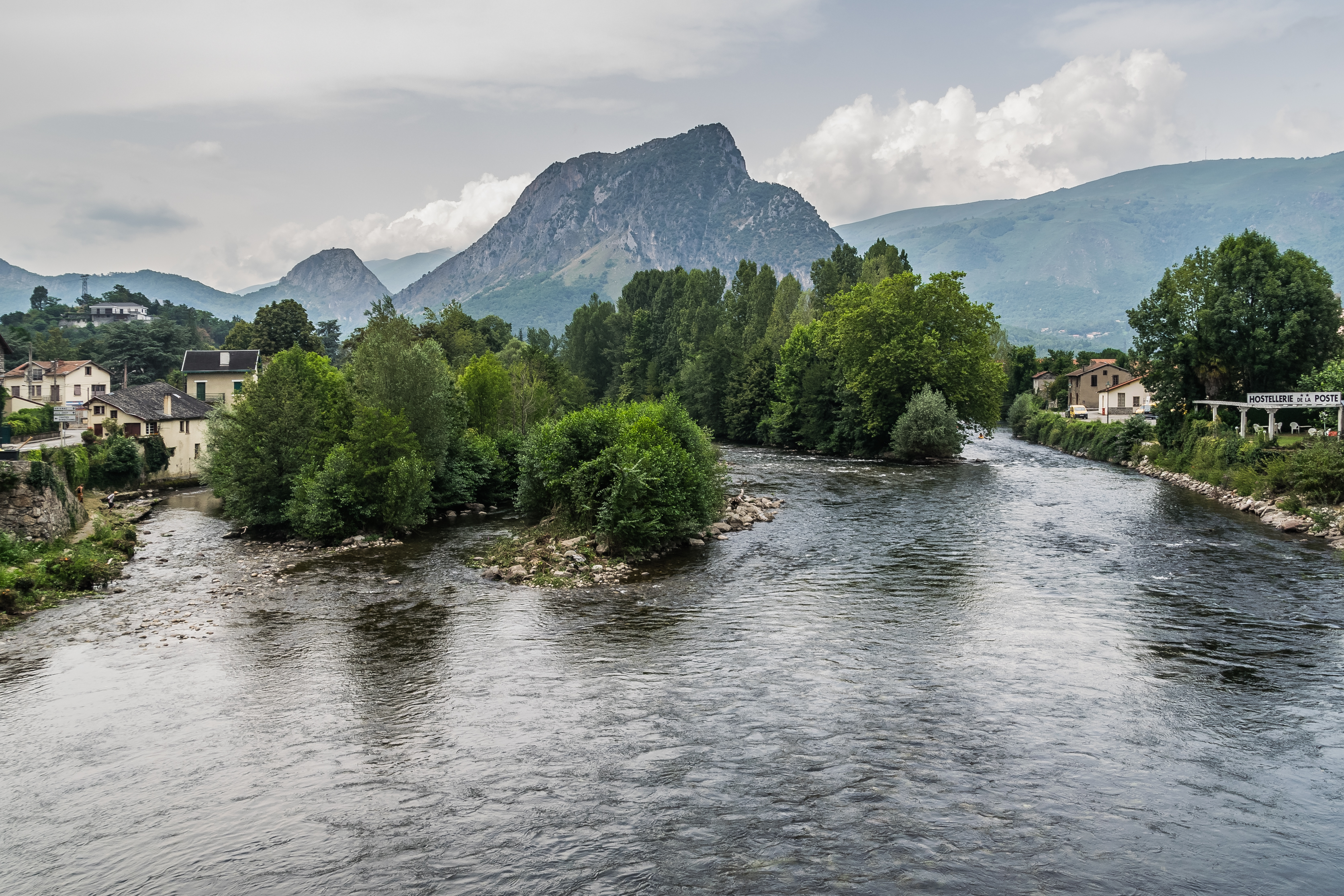
L'Ariège et son île fluviale à Tarascon-sur-Ariège.